# Bundesautobahn 8
De Bundesautobahn 8 (kort BAB 8, A8 of 8) is een Duitse autosnelweg die loopt vanaf de Luxemburgse grens via Dillingen, Saarlouis, Neunkirchen naar Pirmasens (A62). Na een onderbreking zet de weg zich bij Karlsruhe voort. Vanaf Dreieck Karlsruhe loopt de snelweg via Stuttgart, Ulm, Augsburg, München, Rosenheim naar de grens met Oostenrijk bij Salzburg.
De A8 doorsnijdt het zuiden van Duitsland van west naar oost; de weg is echter op meerdere plekken onderbroken. Hetzelfde geldt voor de in het grensgebied met Zwitserland gelegen A98.
Grote delen van de weg werd al tijdens de tijd van het Nationaalsocialisme gebouwd en geopend. Met de toename van het verkeer voldoet het oude tracé niet meer aan de eisen, waardoor regelmatig file optreedt. In het bijzonder de hellingen van het noordelijke Zwarte Woud tussen Karlsruhe en Stuttgart evenals de Albaufstieg tussen Stuttgart en Ulm komt het door het steile en bochtige tracé en een smalle rijbaan in combinatie met slecht weer vaak tot zware ongevallen, waardoor de snelweg tussen Karlsruhe en München tegenwoordig volledig gerenoveerd wordt. Het tracé van München tot de Oostenrijkse grens volgt nog de oude route van voor de oorlog.
De weg draagt het nummer A8 al sinds de invoering van het nummeringssysteem in 1975. In het daarvoor ontworpen, niet ingevoerde nummeringssysteem was voor het trajectdeel Perl - Pirmasens het nummer A172 bedacht, voor het niet gerealiseerde deel van Pirmasens tot Karlsruhe A76 en voor het traject Karlsruhe tot Bad Reichenhall de A21.

## Verloop

### Eerste deel: Luxemburg (Perl) - Pirmasens
De snelweg begint bij grensovergang Perl/Schengen op de Moselbrücke als vervolg van de Luxemburgse A13 in Saarland. De weg klimt met een steile beklimming uit het Moezeldal, bovenlangs Perl dicht langs de Franse grens in de richting van Merzig, door onder andere de Pellinger Berg (Tunnel Pellinger Berg). Tussen de aansluitingen Merzig-Wellingen (4) en Merzig-Schwemlingen (5) is de snelweg versmald naar één rijbaan met 2+1 rijstroken, maar leidt in de regel niet tot extra vertragingen. Dit gedeelte wordt aangegeven met "Ende der Ausbaustrecke". Tot 2010 bestond hier de mogelijk, in de richting van Luxemburg in te halen. Na een aantal zware ongelukken werd een barrier als rijbaanscheiding geplaatst. De rijbaan richting Luxemburg heeft sinds het begin van de ombouwwerkzaamheden met een smallere linker rijstrook twee rijstroken, in de richting van Pirmasens is dat één rijstrook. De middelen van de Bond voor de sinds begin 2013 geplande uitbouw werd op 31 juli 2014 vrijgegeven. In mei 2015 zijn hier de werkzaamheden voor een uitbouw naar 2×2 rijstroken met vluchtstroken gestart, die in augustus 2018 waren afgerond. De aansluiting Merzig-Wellingen kan alleen van en naar Pirmasens worden gebruikt. Hierna verloopt de A8 als normale autosnelweg verder in de richting van Saarlouis.
Vanaf Merzig volgt de snelweg het verloop van de Saar direct aan de linkeroever. Bij Dreieck Saarlouis gaat de weg over in de A620, die richting Saarbrücken loopt. Om op de A8 richting Homburg en Pirmasens te blijven moet men bij dit knooppunt afslaan, een zogenaamde TOTSO. De snelweg kruist direct na het knooppunt de Saar en gaat richting het oosten verder. Bij Heusweiler loopt de snelweg vlak langs de masten van de SR-middengolfzendmasten Heusweiler. Hier is de snelweg bij de bouw in 1982 over rond 500 meter lengte een draadstaalnetwerk (kooi van Faraday) overgespannen, om de mogelijke negatieve effecten van de toen nog 1200 kW sterke zenders op de elektronica van voertuigen uit te sluiten. In 2015 is de zender uitgeschakeld en het net verwijderd. Aan de palen die zijn blijven staan is te zien waar dit net zich bevond. Bij Kreuz Saarbrücken kruist de A8 de A1 (Fehmarn - Hamburg - Keulen - Saarbrücken) en enkele kilometers daarna buigt bij Dreieck Friedrichsthal de A623 richting Saarbrücken-Centrum af.
Zuidelijk van Neunkirchen komt de A8 kort voor Homburg gelegen Kreuz Neunkirchen, waar de A6 (Saarbrücken - Mannheim - Neurenberg - Waidhaus) gekruist wordt, tegen en verloopt het verder naar Rijnland-Palts door Zweibrücken. Op het traject tussen de aansluitingen Limbach (28) en Zweibrücken-Ernstweiler (31) is de snelweg zonder vluchtstrook uitgevoerd. Het einde van het eerste deel bij het voormalige Dreieck Pirmasens, aan de rand van het Paltserwoud, gaat de A8 automatisch over in de deels enkelbaanse A62, die richting Landstuhl loopt.
Het gedeelte van Luxemburg naar Pirmasens is het rustigste traject van de gehele A8.

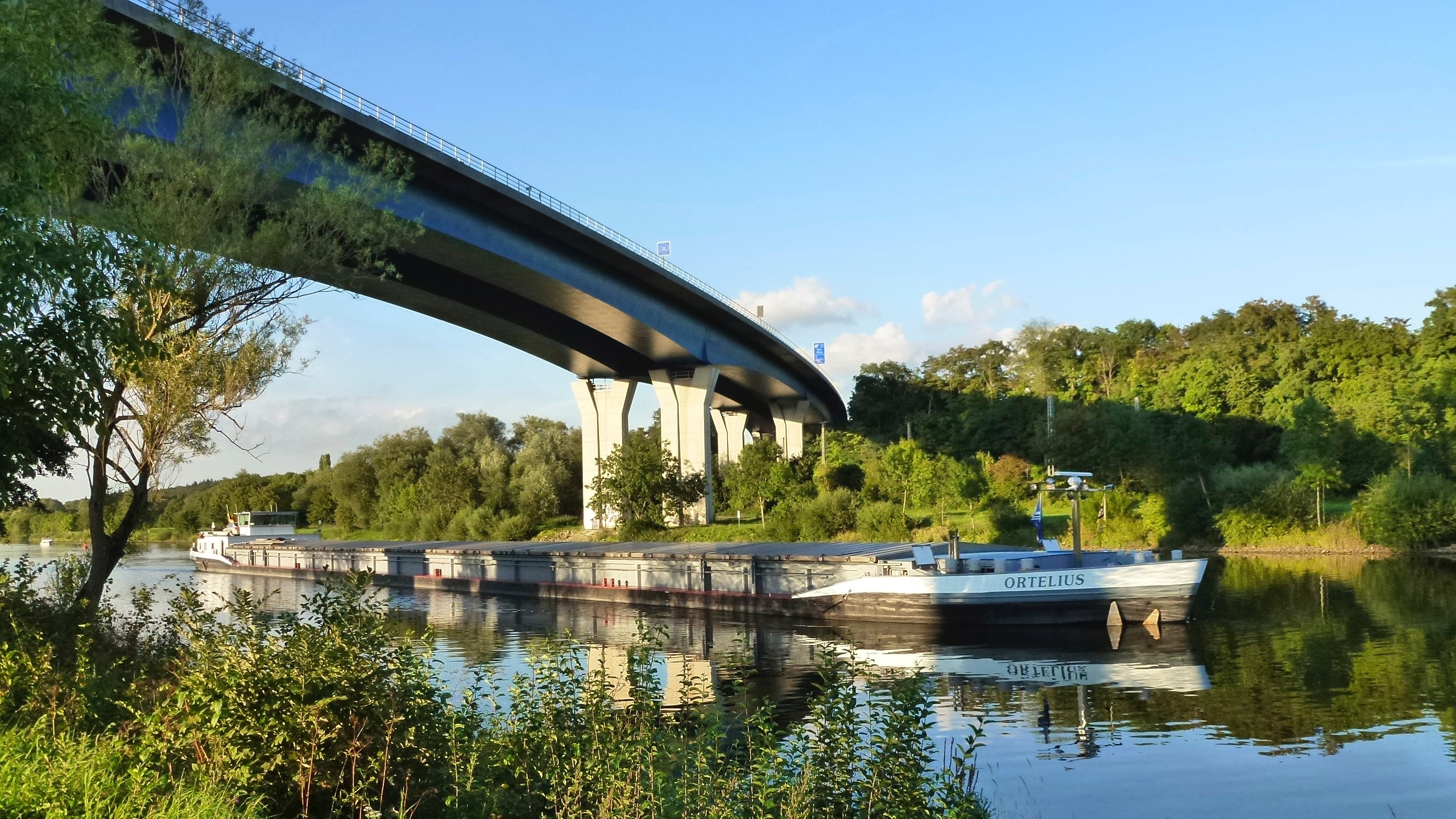
Bij de Viaduct van Schengen kruist de snelweg de Moezel en ook de grens tussen Duitsland en Luxemburg. (2011)
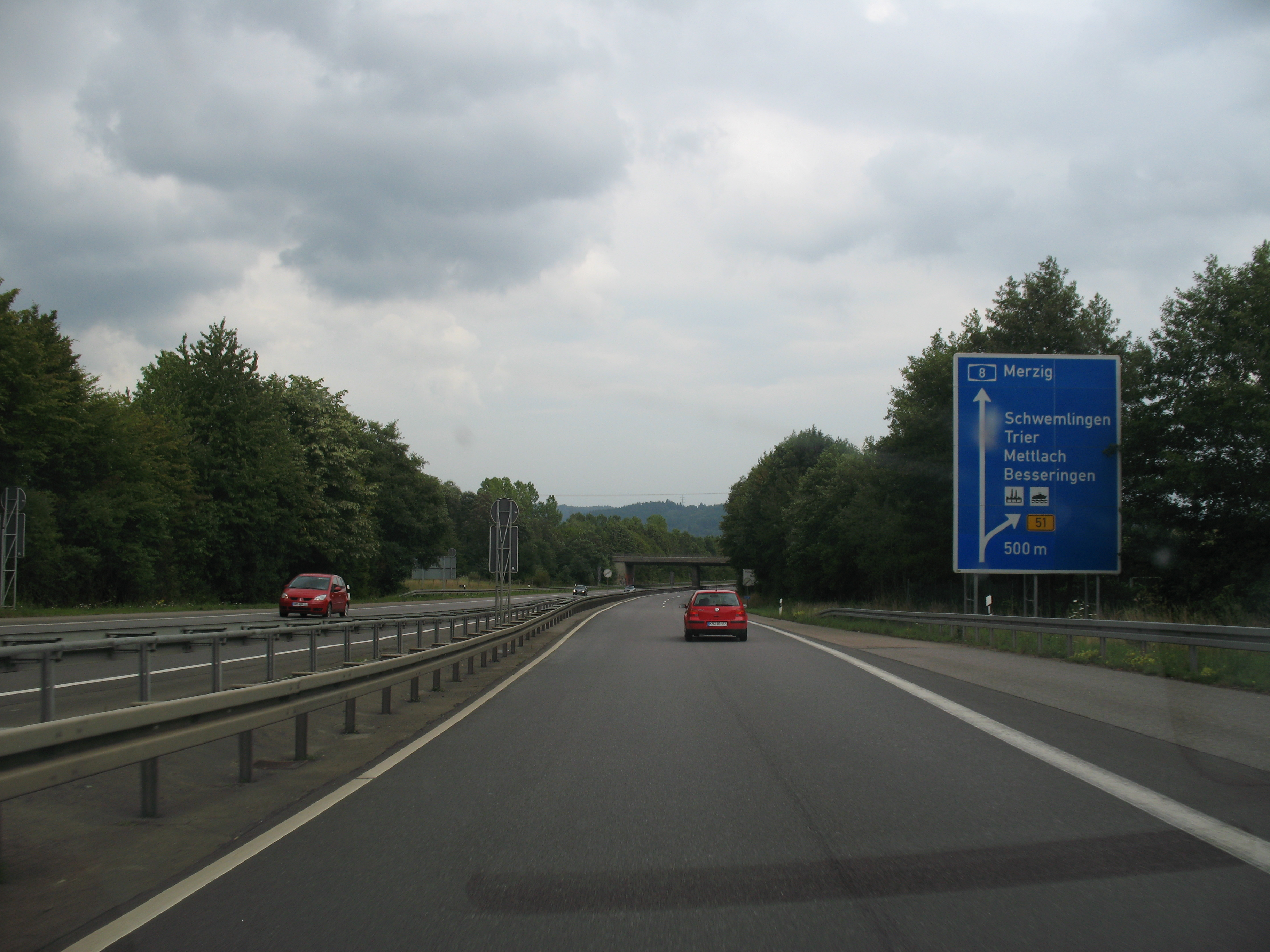
Bij Merzig heeft de A8 maar één rijbaan. De tweede rijbaan wordt momenteel bijgebouwd. (2013)
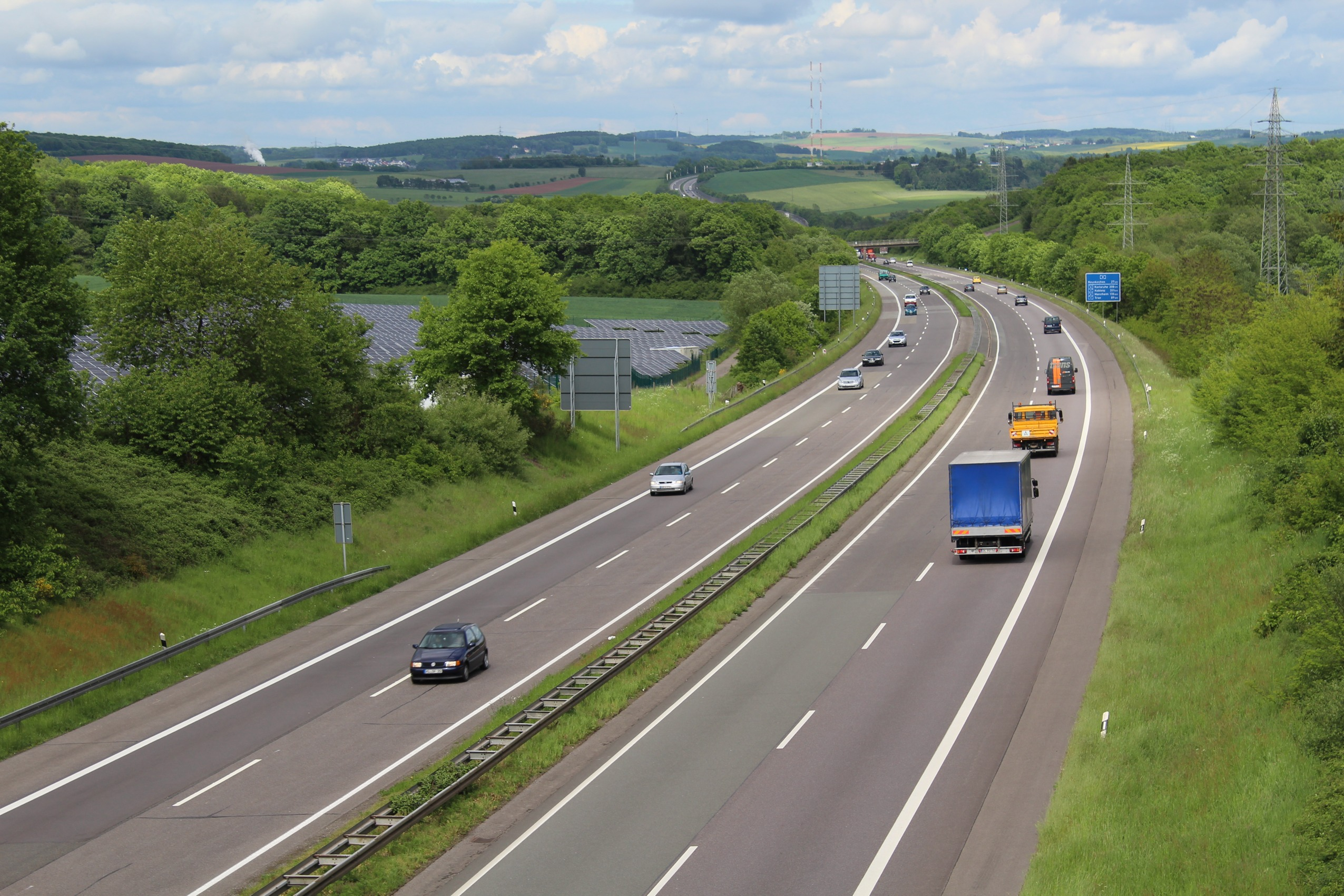
Bochtige tracéverloop tussen Saarlouis en Neunkirchen. (2016)
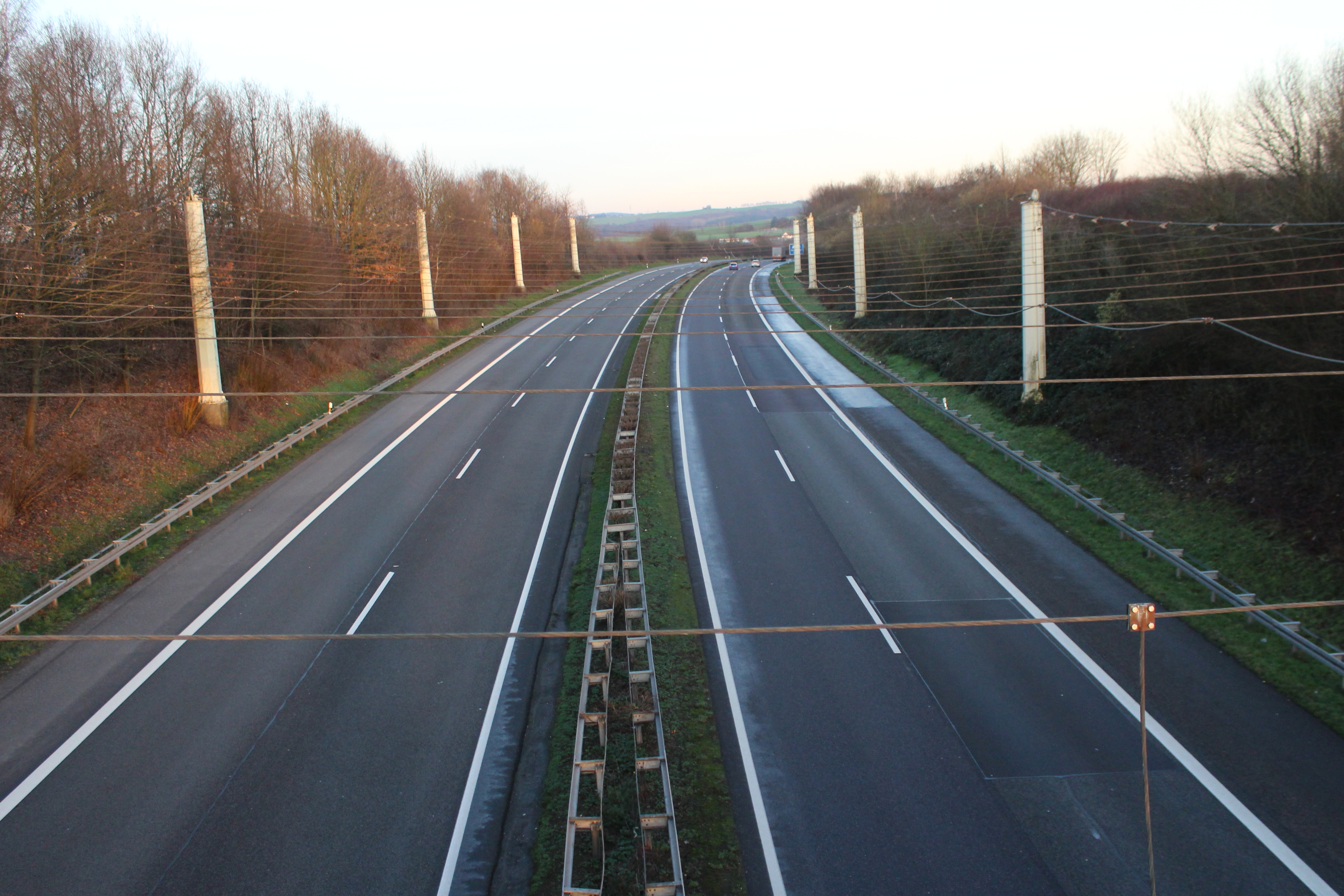
Draadstaalnet over de snelweg bij Heusweiler. (2015)

### Onderbreking: Pirmasens - Karlsruhe
Omdat tussen Pirmasens en Karlsruhe een onderbreking is, wordt het doorgaande verkeer via de A6 en de A61 geleid, wat een flinke omweg betekent. De afstand tussen de Luxemburgse grens en Karlsruhe is hemelsbreed 155 km, maar toch geeft het eerste afstandsbord hierdoor een afstand van 267 km naar Karlsruhe aan.
Het ontbrekende traject tussen Dreieck Pirmasens en Dreieck Karlsruhe door het Paltserwoud zal om diverse redenen niet meer worden gebouwd. In plaats daarvan zal de B10 tussen de A62 en de A65 worden uitgebreid tot een volledige autoweg met 2×2 rijstroken en ongelijkvloerse kruisingen. De B10 begint bij de eerste aansluiting van de A62 na het voormalige Dreieck Pirmasens.
Bij Landau in der Pfalz sluit de B10 aan op de A65 en die in een verder verloop wederom als doorgaande 2×2 rijstroken tellende stadssnelweg (van Rijnbrug Maxau tot aansluiting Karlsruhe-Mitte aan de A5) langs het zuiden van Karlsruhe (Karlsruhe Südtangente) gaat.
Om vanuit Pirmasens naar de A8 bij Karlsruhe te rijden, volgt men de volgende route: A62, B10, A65, B10 en A5. Deze route is 41 kilometer korter dan de aangegeven route volgens de wegwijzers, die de route via de A6, A61 en de A5 door de Rijn-Neckarregio adviseert.

### Tweede deel: Karlsruhe - München
Het tweede deel van de A8 begint in Baden-Württemberg bij Dreieck Karlsruhe, waar het van de A5 afbuigt. Rondom Pforzheim moet de snelweg veel hoogteverschillen overwinnen omdat het door de noordrand van het Zwarte Woud loopt. Omdat het oude 2×2-rijstrookgedeelte bij Pforzheim overbelast raakte, wordt nu aan de bouw van een nieuw stuk weg gewerkt met 2×3 rijstroken en extra dalbruggen, om minder hoogteverschillen in de weg te hebben. Deze wegwerkzaamheden leiden snel tot vertragingen en files. Het laatste gedeelte dat nog verbreed moet worden is de passage van de Enzdal bij Pforzheim. De bouw start in 2019 en zal rond 2022-2024 worden afgerond. Door het Enzdal en de Heckengäu wordt de regio Stuttgart bereikt.
Voorbij Pforzheim loopt de snelweg in zuidoostelijke richting naar Stuttgart. Voor Stuttgart komt de A8 eerst de A81 vanuit Würzburg tegen bij Dreieck Leonberg en loopt vervolgens gezamenlijk met de A81 langs de zuidkant van Stuttgart naar Kreuz Stuttgart, waar de A81 richting Singen en Schaffhausen gaat. De A831 loopt vanuit Kreuz Stuttgart in noordelijke richting naar het centrum van Stuttgart. De A831 is een van de twee verbindingen richting het centrum van Stuttgart vanaf de A8. De andere is de B27 die met de tot knooppunt uitgebouwde aansluiting Stuttgart-Degerloch op de A8 is aangesloten. Tot 2002 was de B27 aangesloten met een eivormige rotonde op de A8 en kreeg lokaal de bijnaam Echterdinger Ei. Het gedeelte waar de A8 samen met de A81 loopt tussen Dreieck Leonberg en Kreuz Stuttgart is met 154.000 motorvoertuigen per etmaal (2015) de drukste autosnelweg in Baden-Württemberg en het drukste deel van de A8. De snelweg heeft hier ook 2×4 rijstroken. Vervolgens komt de A8 bij Flughafen Stuttgart en de in 2007 geopende Messe Stuttgart, die direct naast de snelweg bevindt.
Op 11 augustus 2011 werd met de installatie van matrixborden op het traject Dreieck Leonberg - Wendlingen begonnen. De borden zijn sinds 26 juli 2012 in gebruik. Sinds mei 2013 bevindt zich een spitsstrook tussen Kreuz Stuttgart en Stuttgart-Degerloch in beide richtingen.
Na de luchthaven bestaat bij aansluiting Wendlingen een verbinding naar de snelwegachtige B313 naar Göppingen en Nürtingen. De na Kirchheim unter Teck aansluitende gedeelte bij Aichelberg was tot de verbreding een blackspot met veel ongevallen. De snelweg maakte hier een steile beklimming, samen met scherpe bochten vonden hier vele zware ongevallen plaats, meestal doordat zware vrachtwagens te laat waren met remmen. Deze problemen werd met de verbreding naar 2×3 rijstroken, de hellingen minder steil te maken en het vergroten van de boogstralen verminderd. Desalniettemin blijft dit gedeelte bovengemiddeld gevaarlijk, omdat ondanks de aanpassingen nog steeds steile hellingen en afdalingen aanwezig zijn. Tot aansluiting Mühlhausen heeft de snelweg 2×3 rijstroken. Tussen de aansluitingen Mühlhausen (59) en Hohenstadt (60) zijn de rijbanen gescheiden van elkaar (bijna 2 kilometer tussen beide rijbanen), omdat het door heuvels en rotsen destijds onmogelijk was om de rijrichtingen naast elkaar aan te leggen. Dit gedeelte van de weg staat bekend als de Albaufstieg (Alb beklimming) of Albabstieg (Alb afdaling). Bij Mühlhausen im Täle kruist de rijbanen met een eigen brug de Fils en gaat de rijbaan richting München via Wiesensteig en de rijbaan richting Stuttgart via Drackenstein. De snelweg is vrij gevaarlijk hier door het ontbreken van vluchtstroken, in- en uitvoegstroken evenals scherpe bochten en steile hellingen en afdalingen.
Nadat de rijrichtingen bij de noodaansluiting Hohenstadt bij elkaar zijn gekomen, gaat de A8 enkele kilometers ten zuidoosten bij een hoogte van 785 meter over de Europese waterscheiding tussen de stroomgebieden van de Rijn (Noordzee) en de Donau (Zwarte Zee). Dit punt was voor lange tijd het hoogste punt in het Duitse snelwegennet, totdat de A7 bij Nesselwang werd geopend. De snelweg volgt de licht dalende hoogvlakte van de Schwäbische Alb naar Ulm. Bij Ulm komt de A8 de A7 (Flensburg - Hamburg - Kassel - Würzburg - Füssen) tegen bij Kreuz Ulm/Elchingen, vanwaar extra verkeer komt dat vanuit Würzburg de alternatieve route volgt via Ulm naar München. Deze alternatieve route wordt met name gebruikt bij grote vertragingen op de A3 en de A9 bij Neurenberg. Het gedeelte tussen de aansluitingen Merklingen en Ulm-West wordt momenteel naar 2×3 rijstroken verbreed. Gelijktijdig wordt gebouwd aan de tussen Stuttgart en Ulm over grote delen parallel aan de A8 lopende hogesnelheidslijn Stuttgart - Ulm.
Het gedeelte tussen Kreuz Ulm/Elchingen en de aansluiting Günzburg heeft 2×3 rijstroken, evenals het aansluitende gedeelte tot aansluiting Augsburg-West sinds november 2015. Voor lange tijd had dit trajectdeel 2×2 rijstroken deels zonder vluchtstrook, wat door het heuvelige landschap vaak tot files leidde door langzaam rijdende vrachtwagens. Het gedeelte tussen Augsburg en de aansluiting Dachau/Fürstenfeldbruck had tot 2007 eveneens 2×2 rijstroken zonder vluchtstroken; sinds december 2010 is de verbreding naar 2×3 rijstroken met vluchtstroken afgerond. Het was het eerste snelweggedeelte in Duitsland dat via een publiek-private samenwerking werd verbreed. Alleen het laatste gedeelde voor München, van Dreieck München-Eschenried, waar een aansluiting op de snelwegring van München A99 bestaat, tot het einde in München-Obermenzing waar de snelweg overgaat in het stadsnetwerk, heeft de snelweg 2×2 rijstroken.

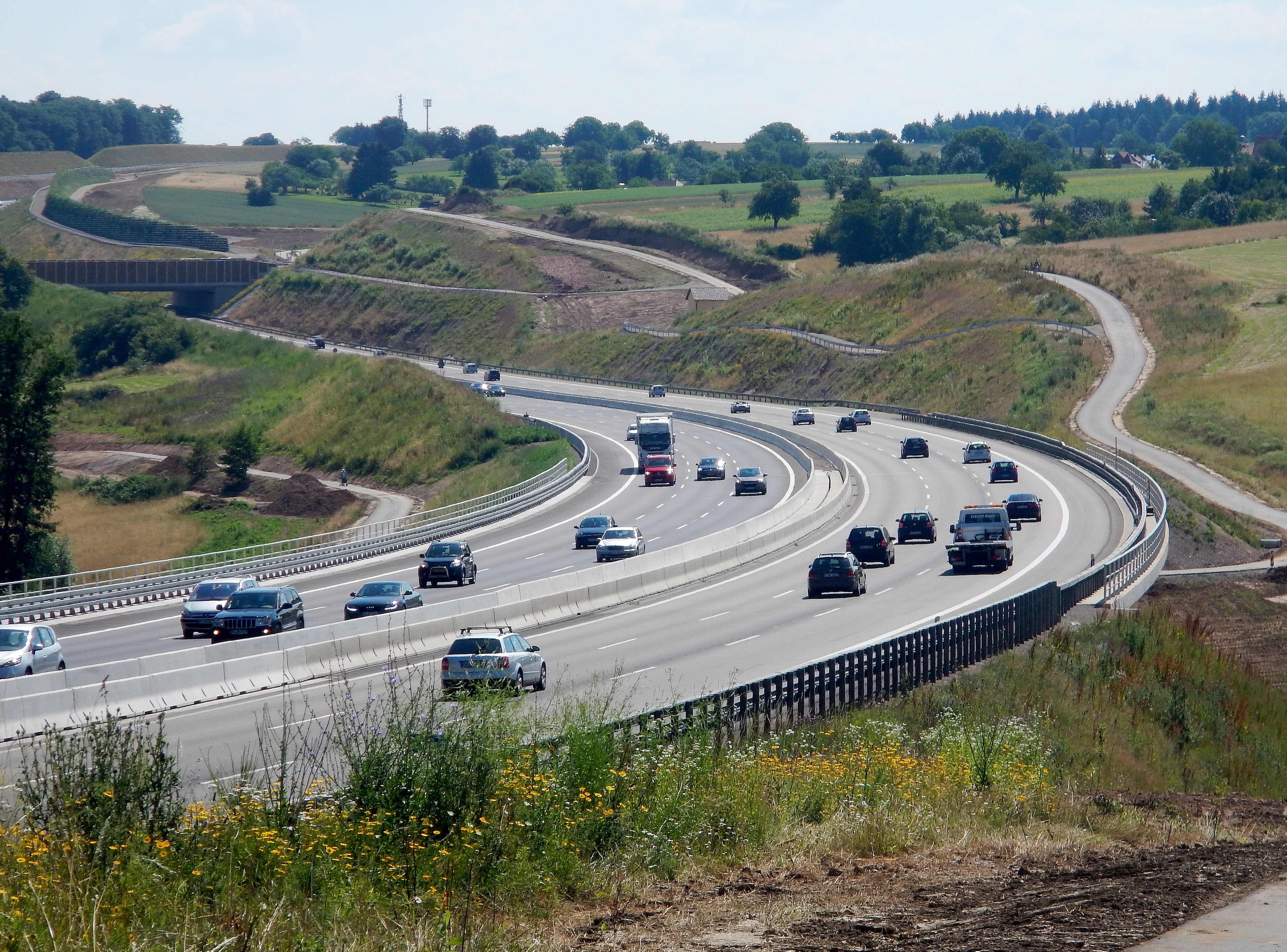
Compleet vernieuwde tracé bij Karlsbad. (2015)
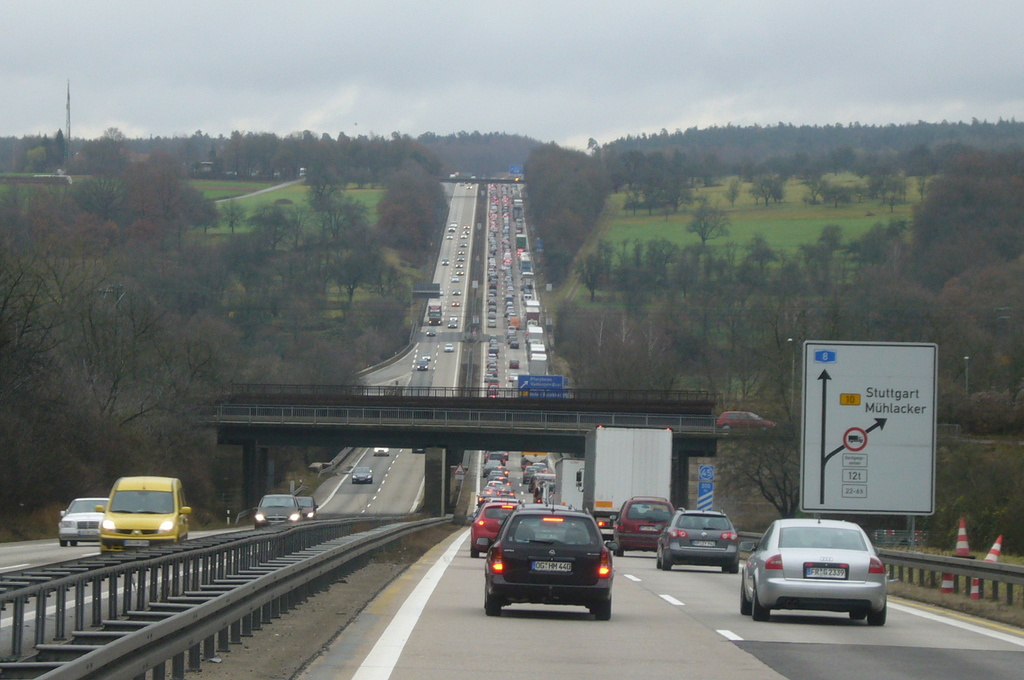
De Enzdalpassage oostelijk van Pforzheim is het laatste nog niet gemoderniseerde trajectdeel van de A8 tussen Karlsruhe en Stuttgart. (2013)
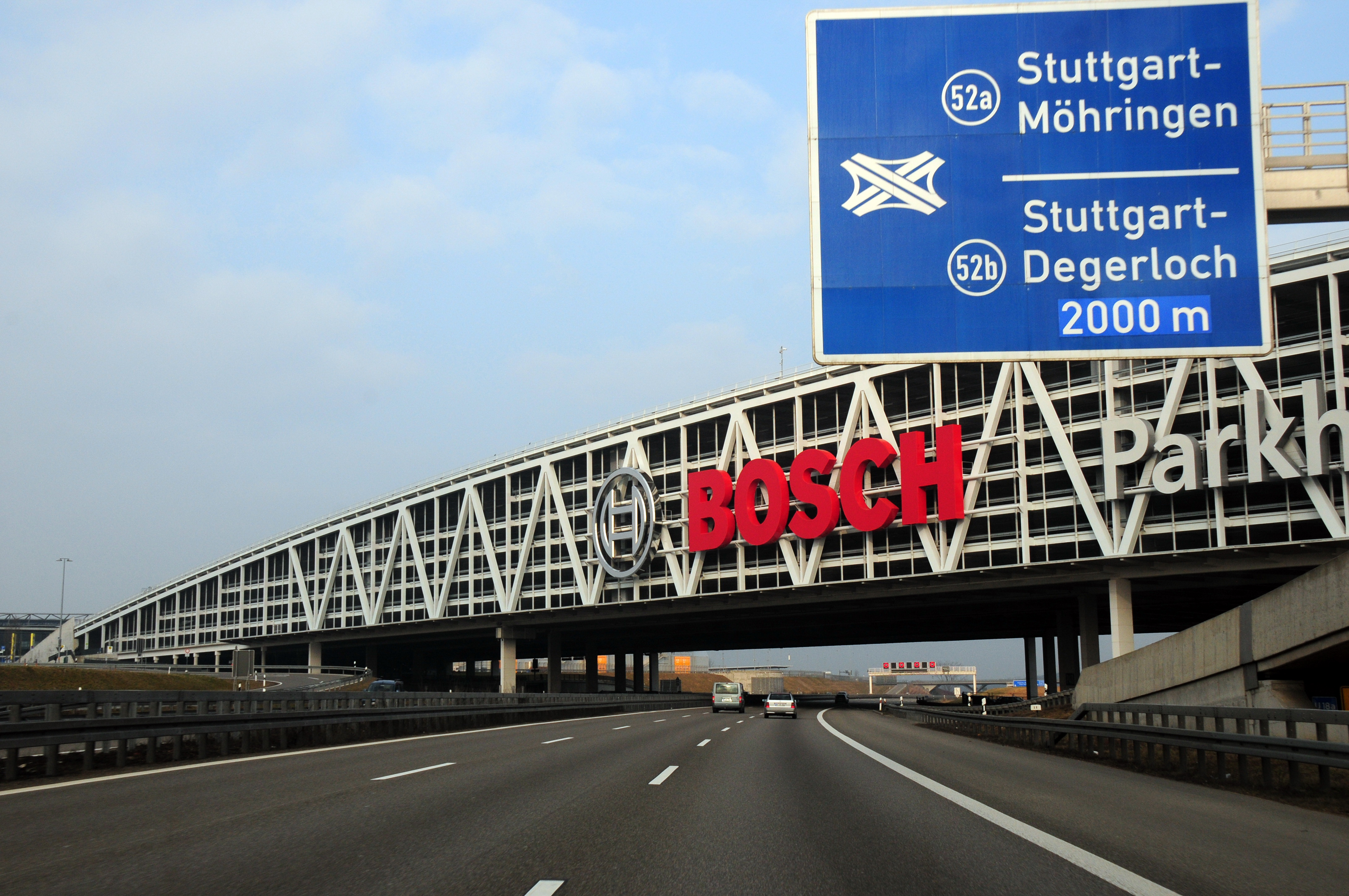
Bosch-parkeergarage over de snelweg bij luchthaven van Stuttgart. (2015)
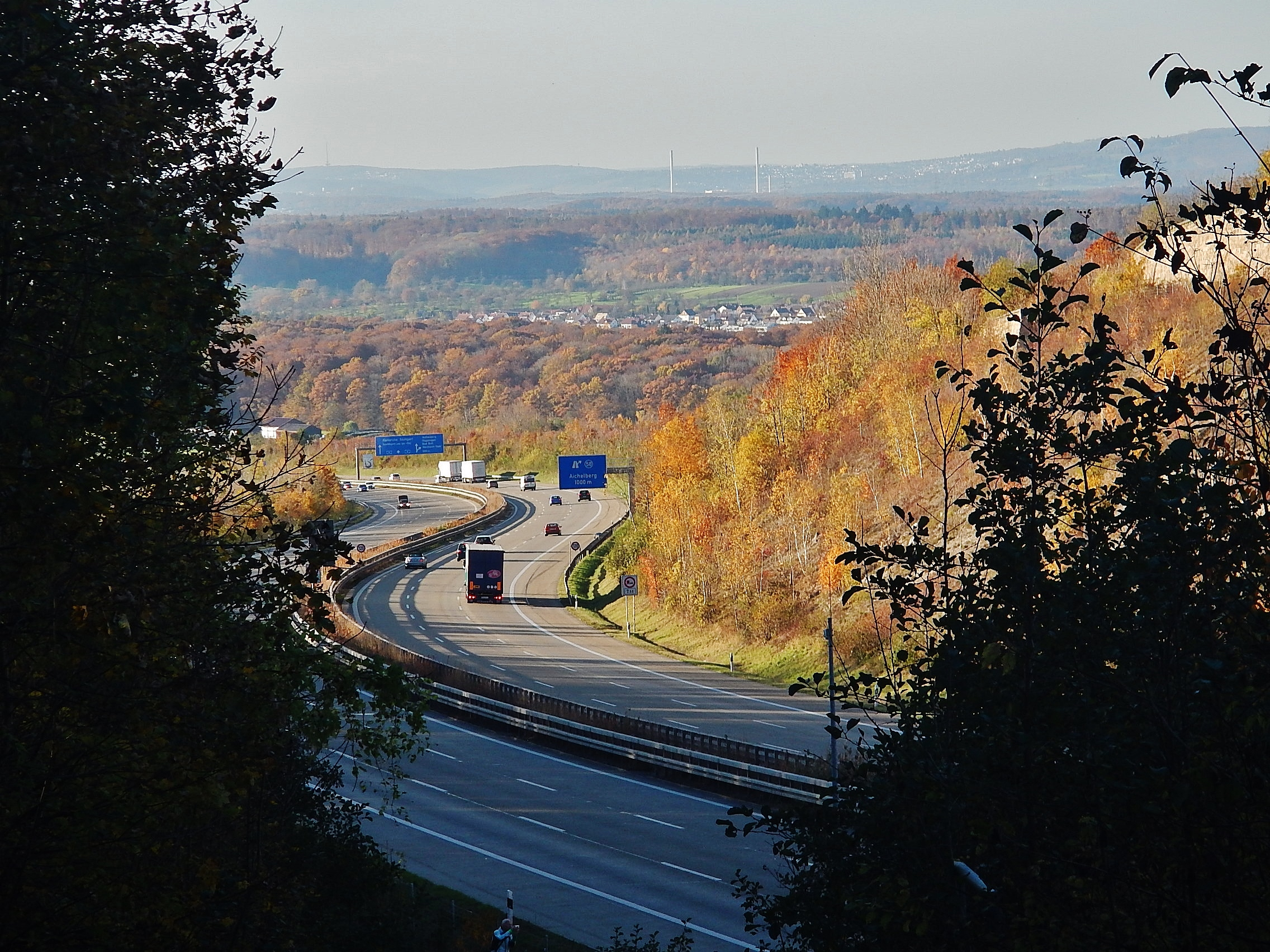
De 2×3 rijstroken tellende Albauf- respectievelijk Albabstieg bij Aichelberg. (2014)
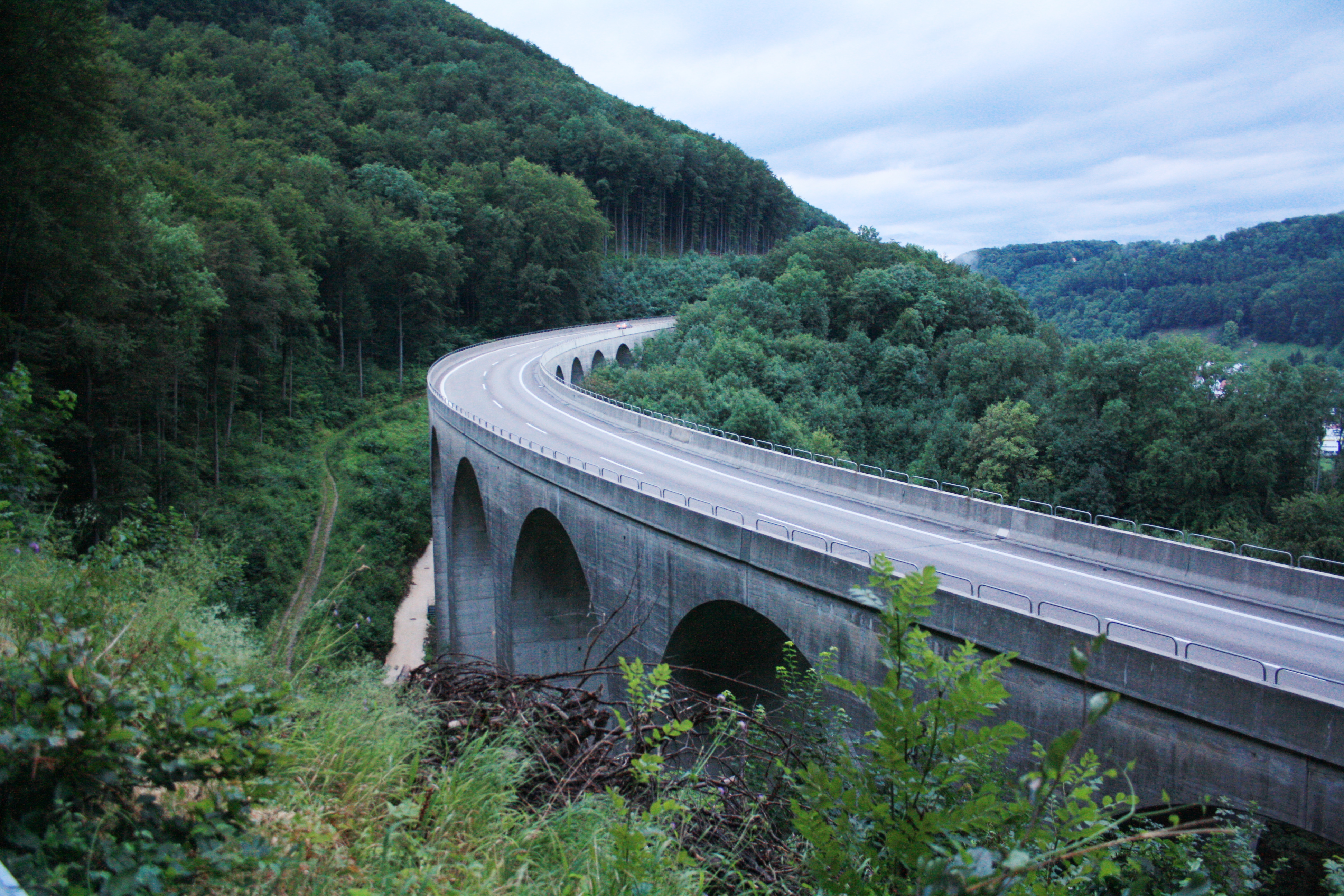
De gesplitste rijbanen in de Albaufstieg tussen Mühlhausen en Hohenstadt. Hier weergegeven de Hangbrücke Todsburg. (2013)
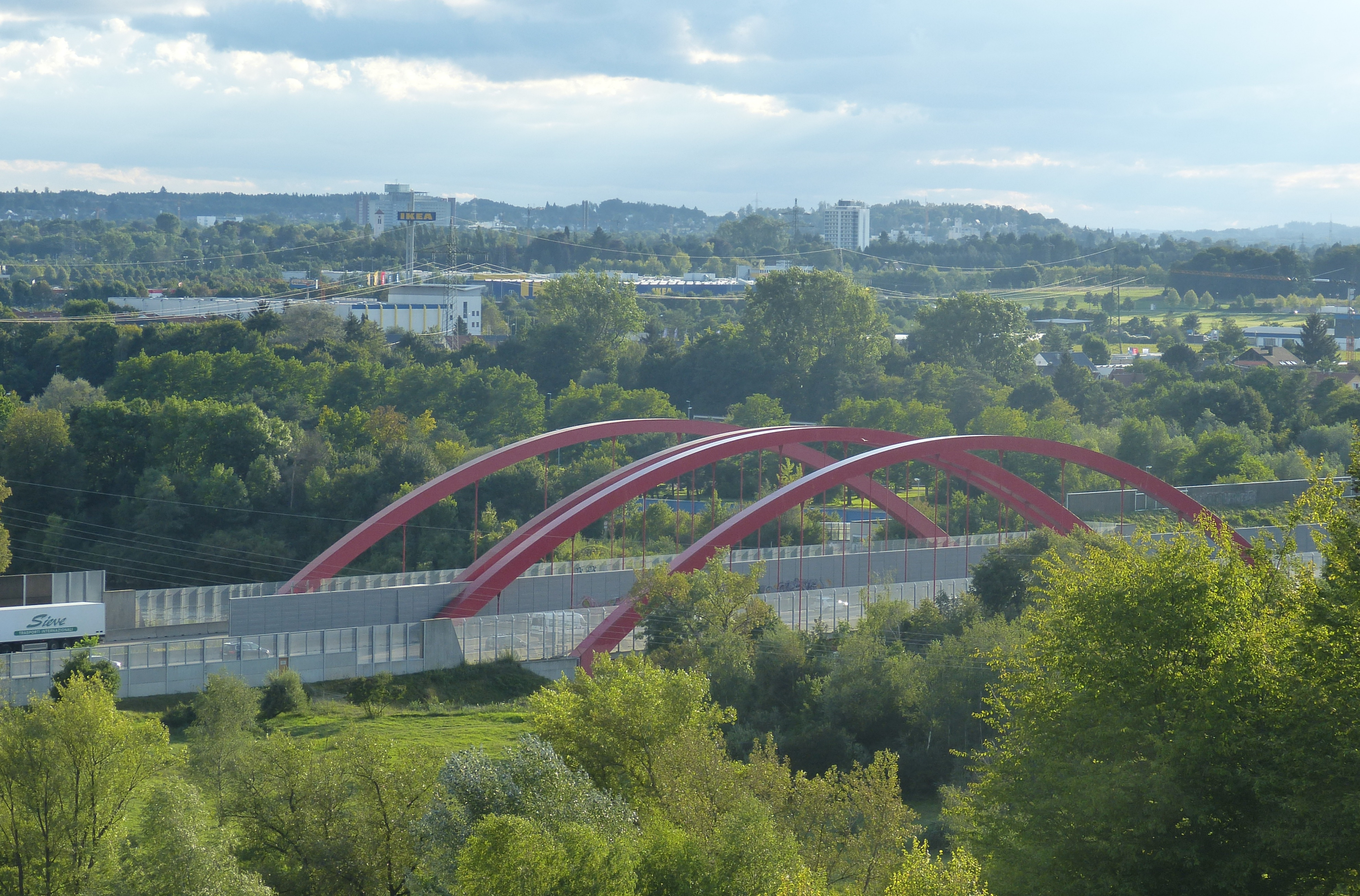
Brug over de Lech bij Augsburg. (2017)

### Onderbreking: Stadsgebied München
Bij München wordt de A8 onderbroken. Alleen via het noorden en oosten van München bestaat via de onvoltooide ringweg A99 een directe snelwegverbinding richting het derde deel verder naar Salzburg en Innsbruck. Deze route is langer dan de andere route maar heeft wel 2×3 of 2×4 rijstroken en gaat volledig over snelwegen. De andere route vanaf Kreuz München-West via de A99 west - A96 - B2R (Mittlerer Ring) - A995 is wel korter maar gaat via stedelijke routes. Deze route is, na de bouw van de Luise-Kiesselbach-Tunnel, nagenoeg ongelijkvloers.
In het stadsontwikkelingsplan van 1963 was het nog gepland om de onderbreking van de A8 in München te voltooien. De snelweg was door de huidige Durchblickpark in Pasing-Obermenzing en verder zuidelijk door het Slotpark Nymphenburg gepland. Vervolgens had de weg op het gebied van het huidige Westpark, de naar het zuiden richting de huidige A95 doorgetrokken A92 gekruist en was het zuidelijk van de Theresienwiese verder over het huidige tracé van de A995 gepland.

## München - Salzburg
Bij de zuidelijke stadsrand van München begint de A8 weer bij het kruispunt met de Rosenheimer Straße en de Mittlerer Ring in het stadsdeel Ramersdorf. Bij het begin heeft de snelweg 2×3 rijstroken maar versmald na twee kilometer al naar 2×2 rijstroken. Kort daarna gaat de snelweg onder de voormalige vliegbasis Neubiberg met een 327 meter lange tunnel. Deze tunnel werd in kader van de Olympische Spelen gebouwd en verving de oorspronkelijk gebruikte verkeerslichten.
Bij Kreuz München-Süd wordt de A99 en de A995 gekruist en loopt tot aansluiting Hofoldinger Forst met zeven rijstroken, vier richting het zuiden en drie richting het noorden. Hierna heeft de snelweg 2×3 rijstroken en gaat via Holzkirchen en Irschenberg naar Dreieck Inntal bij Rosenheim, waar de als Inntal Autobahn bekend zijnde A93 richting Kufstein en de Brennerpas afbuigt. Na het kruisen van de Inn heeft de snelweg 2×2 rijstroken, overwegend zonder vluchtstroken volgens het originele tracé van voor de oorlog, verder richting het oosten langs de zuidoever van de Chiemsee. Alleen langs de Chiemsee heeft de snelweg vluchtstroken. Op dit trajectdeel bestaat alleen op de Bernauer Berg een extra klimstrook in beide richtingen. De snelweg passeert vervolgens Traunstein waar vanaf aansluiting Siegsdorf de inrichting van de weg wordt afgewaardeerd, waardoor dit gedeelte al vanaf het begin de naam "bezuinigingstraject" heeft, in een zeer heuvelig met deels ongebruikelijke boogstralen tot aan Bad Reichenhall. Hier wordt na de Saalachbrücke de grens met Oostenrijk gepasseerd. Net over de grens in Oostenrijk, nog kort voor Salzburg, splitst de snelweg zich bij Knoten Salzburg in de West Autobahn (A1) naar Wenen en de Tauern Autobahn (A10) naar Karinthië.
Het trajectdeel München - Salzburg werd in de jaren '30 hoofdzakelijk voor de ontsluiting van de Beierse vakantieregio voor de dagjesmensen uit München gebouwd. Het concept voor landschappelijke integratie van de Reichsautobahnen werd na idee van de generaal inspecteur voor de Duitse wegbeheerder, Fritz Todt evenals architect Alwin Seifert bedacht en toegepast. De snelweg op dit traject werd bewust met een 'omweg' gebouwd om het landschap zo goed als mogelijk te laten zien en om de bestuurders een mooi uitzicht op de Voor-Alpen te geven. Daarmee nam men bij de tracering over de Irschenberg met 700 meter een stijging van 7% aan beide zijde voor de koop toe, terwijl een ander tracé met een flauwere beklimming mogelijk en wezenlijk gunstiger was geweest. Ook het bouwtechnisch afwijkende tracé direct aan de zuidoever van de Chiemsee en de 'omweg' van de snelweg via Holzkirchen voor de ontsluiting van het dal van de Tegernsee en de regio Schliersee laten zich zo verklaren.
Hoewel enkele panorama's zeer individueel zijn en worden bepaald door natuurlijke omstandigheden, werden blikrichtingen en doorkijkjes door de tracering en ruimtelijke ordening bepaald. Het hierdoor mogelijke "autowandelen" was een belangrijk onderdeel van de nationaalsocialistische propaganda in vorm van nadruk en enscenering van de "Deutschen Heimat".
De deels ongunstige tracering evenals de hoge leeftijd van dit snelweggedeelte en daarmee deels slechte staat leidt samen met de hoge verkeersintensiteiten tot talrijke ongelukken, in het bijzonder tijdens vakantieweekeinden tot deels extreem lange files. Zo ontbreken bij Irschenberg en het gedeelte Dreieck Inntal tot de grens bij Salzburg tegenwoordig nog vluchtstroken, vele bochten zijn volgens de huidige richtlijnen te scherp, invoegstroken te kort en beklimmingen te steil. Zware vrachtwagens halen op de beklimming van de Irschenberg maar 40 km/h en veroorzaken daarmee een voortdurende verkeersbelemmering. Bovendien zijn er nog aansluitingen zonder bewegwijzering, bijvoorbeeld voor het dorp Anger, die eigenlijk een tijdelijke of noodaansluiting is (Behelfsanschlussstelle). Om deze inrichting op te lossen, bestaan er plannen voor een complete nieuwbouw van de rijbaan en een verbreding naar 2×3 rijstroken. Op dit moment zijn de procedures nog niet afgerond en zijn de financieringsmiddelen nog niet beschikbaar.
Het zwaarste ongeval op dit traject vond plaats in de ochtend van 18 januari 1985 bij Holzkirchen. In een plotseling opdoemende mistbank botsten 37 voertuigen tegen elkaar, waarbij 20 voertuigen uitbranden en zeven mensen omkwamen.

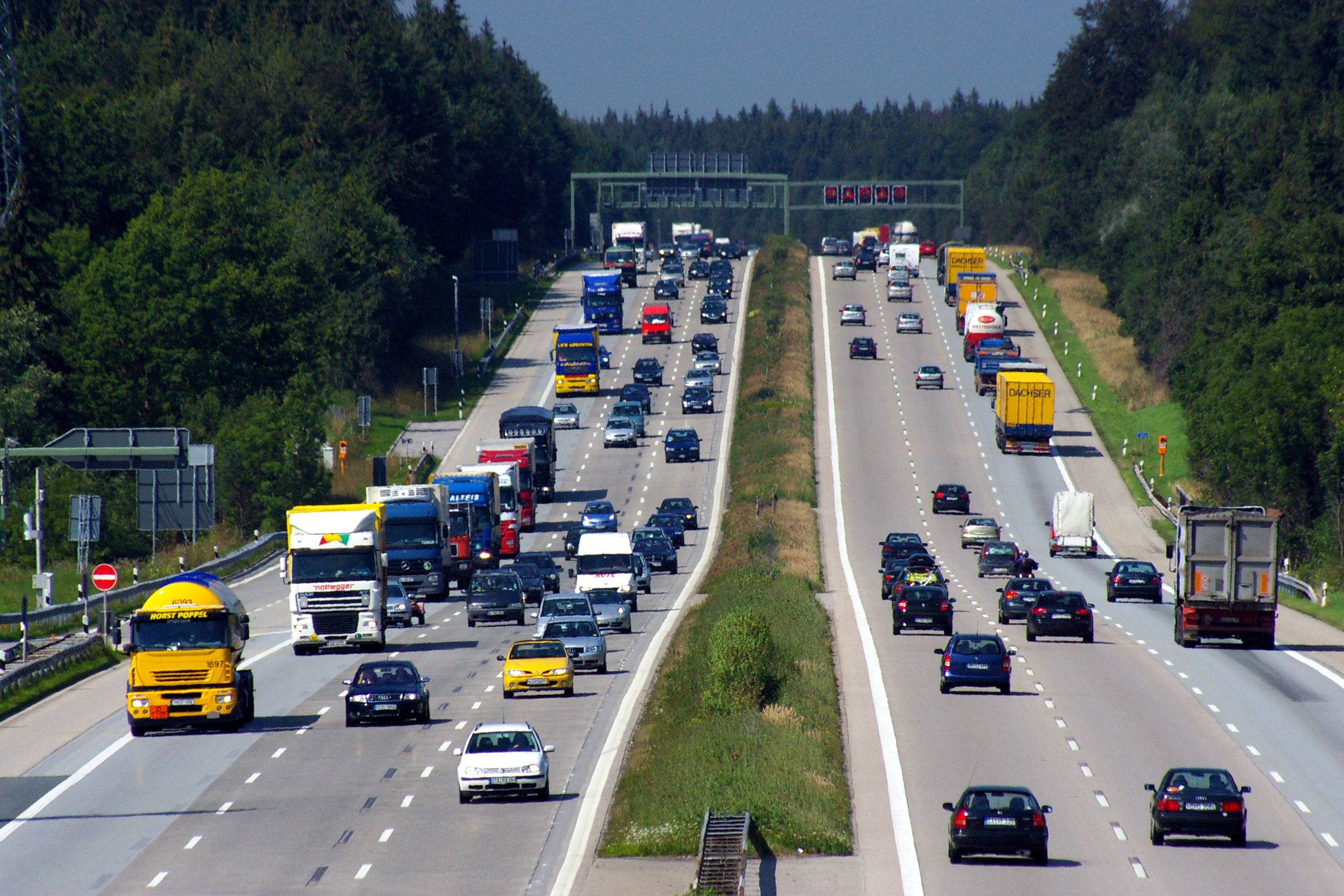
De drukke A8 bij Holzkirchen. (2006)
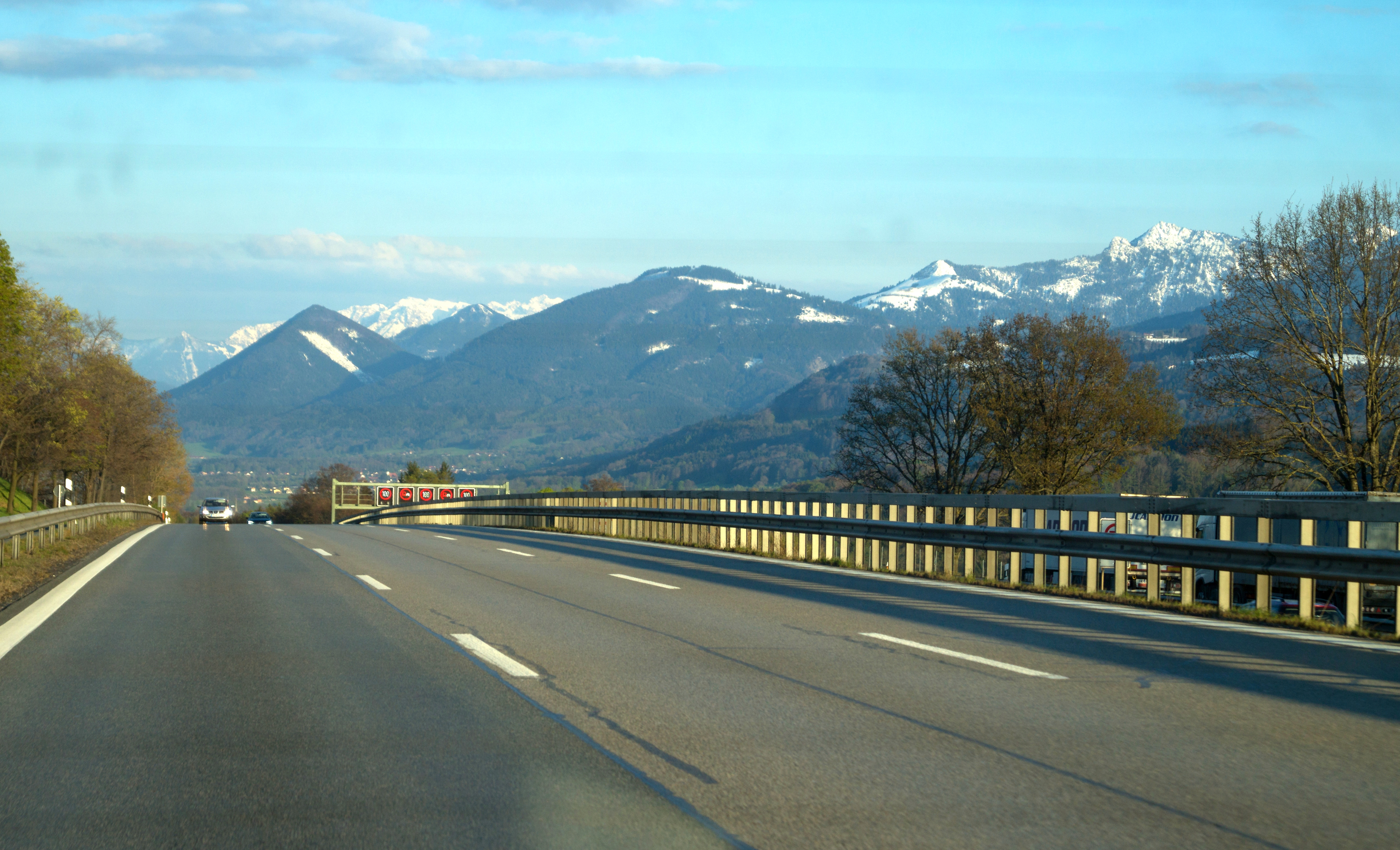
De Alpen aan de horizon bij Irschenberg. (2017)
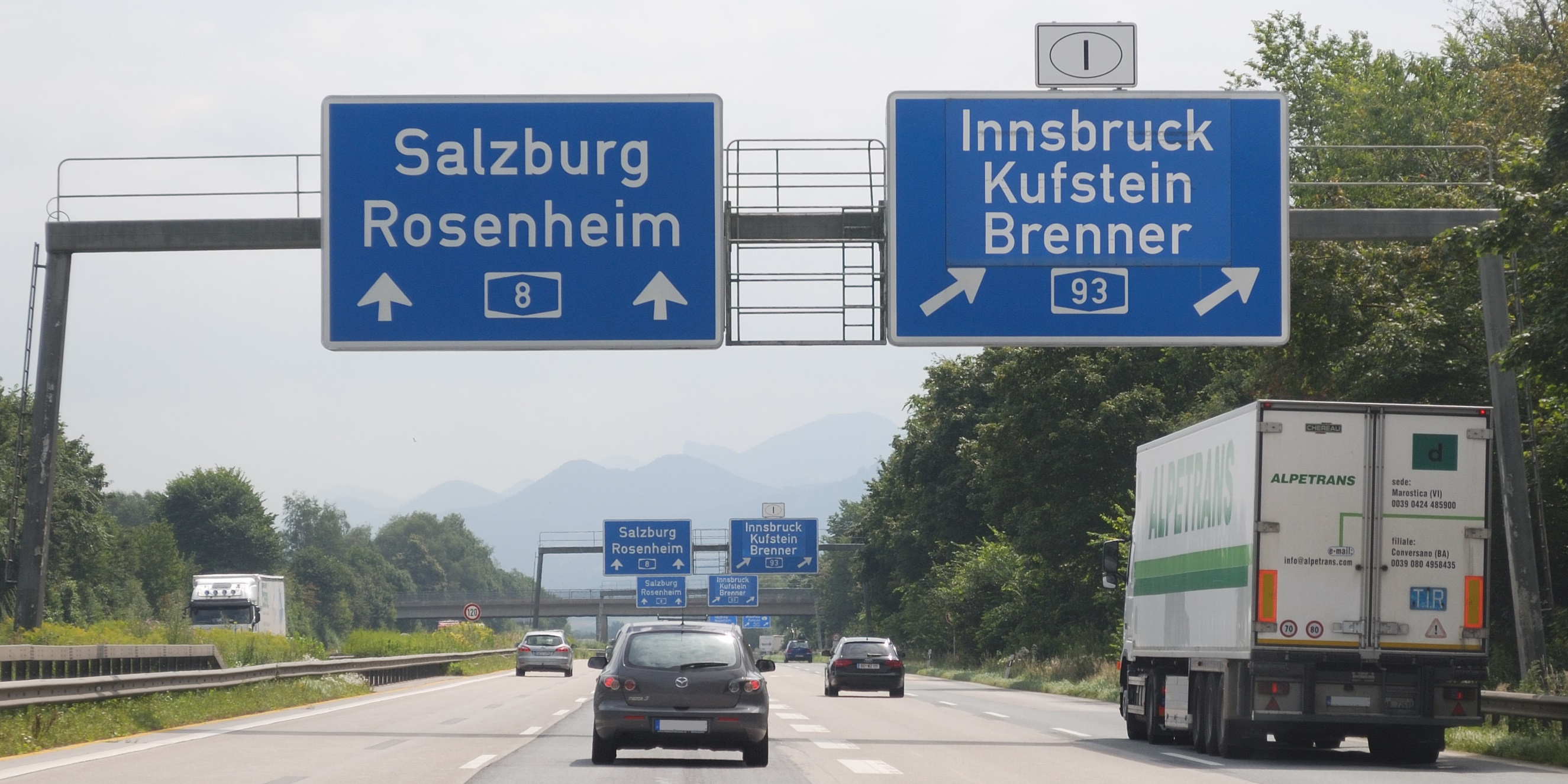
Dreieck Inntal: De oude... (2009)
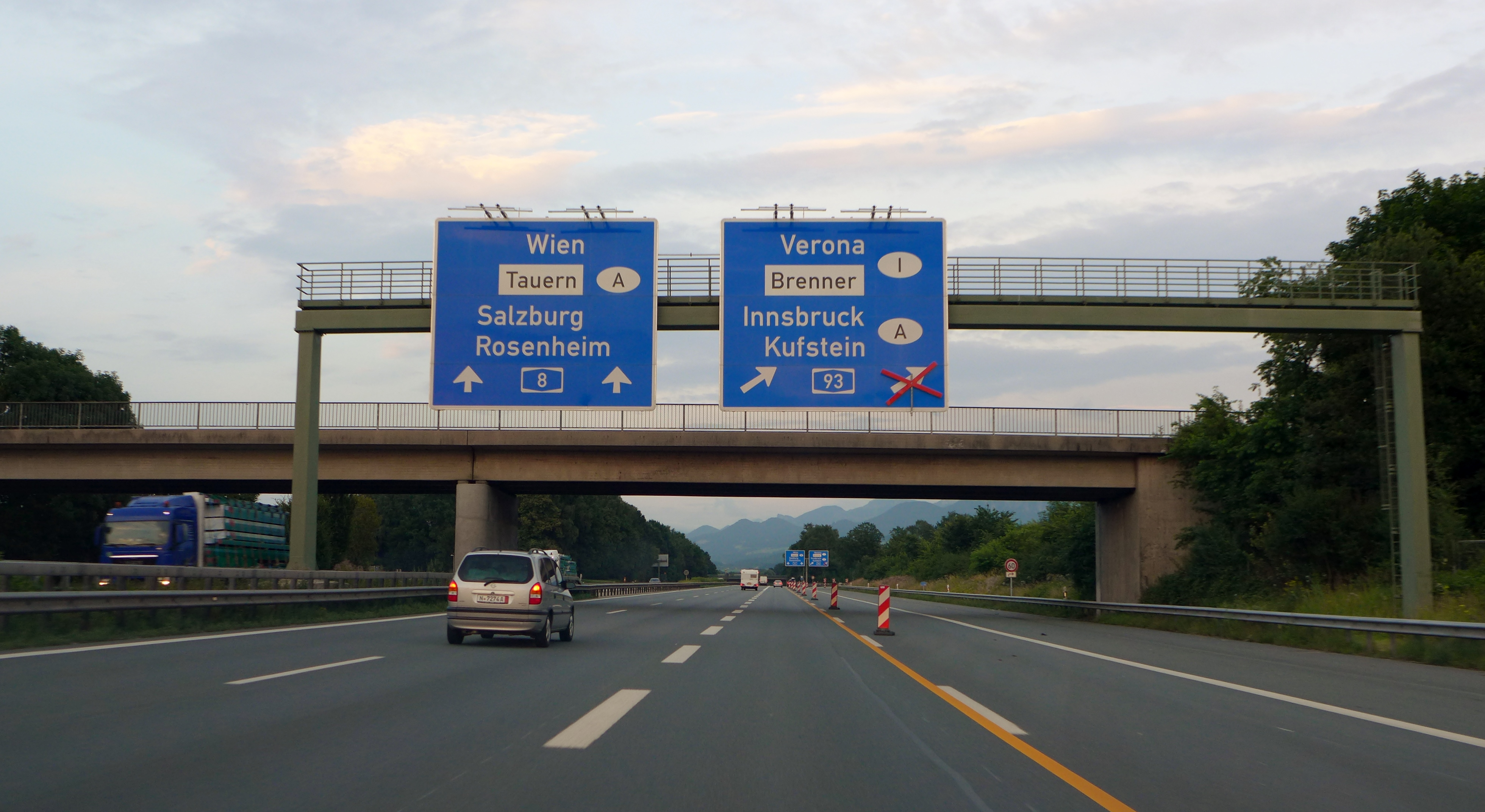
...en nieuwe bewegwijzering. (2014)
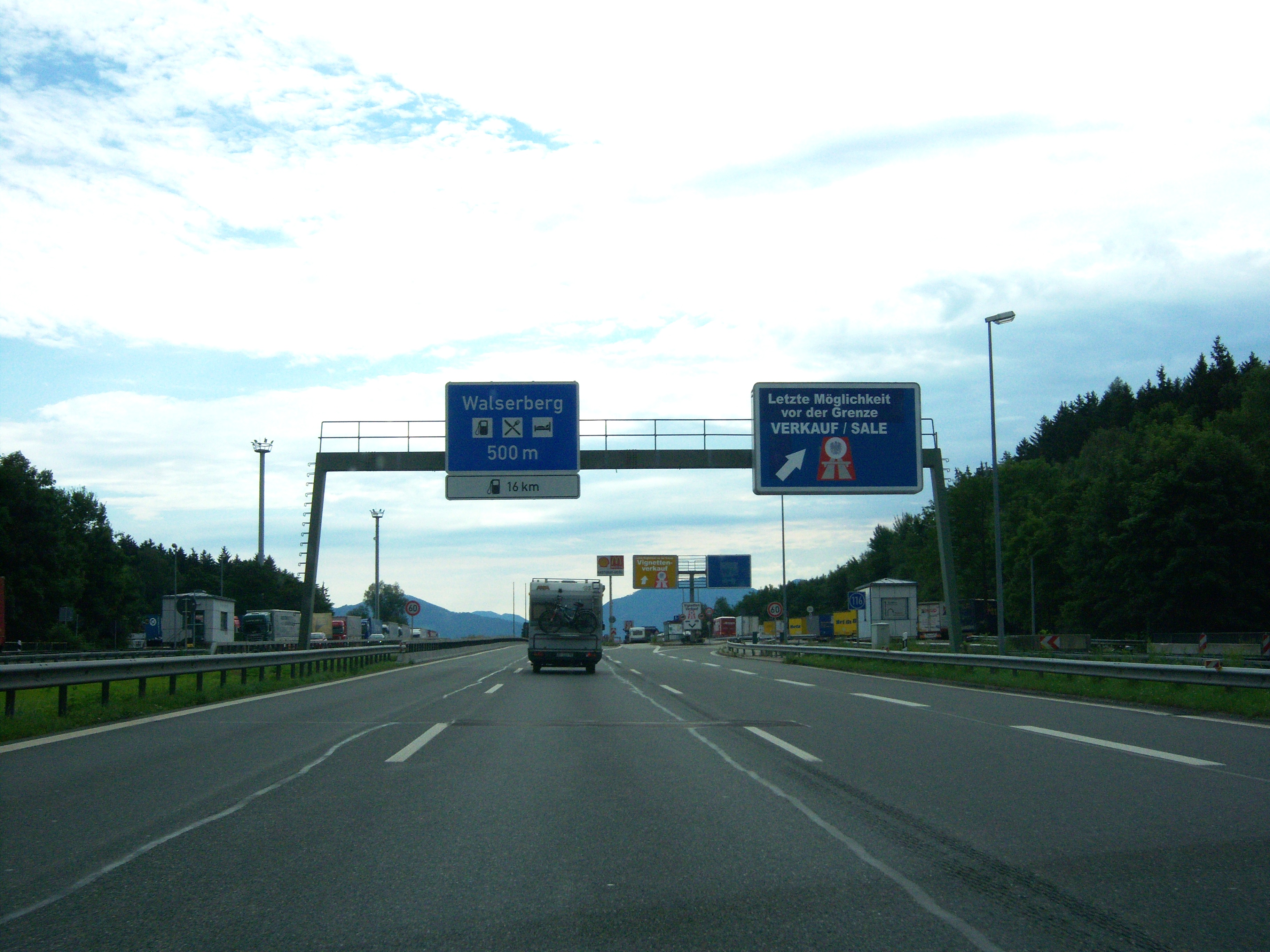
Grensovergang Walserberg. (2010)

## Geschiedenis
Het trajectdeel München - Salzburg is het oudste gedeelte van de A8. De eerste schop in de grond volgde op 21 maart 1934 bij Unterhaching door Adolf Hitler, tijdens een evenement voor de opening van de zogenaamde Zweiten Arbeitsschlacht, als Reichsautobahn 26. Gelijktijdig volgde op 22 andere locaties in nazi-Duitsland de eerste schop in de grond voor snelwegen. De voorbereidingswerkzaamheden waren al gestart op 1 september 1933 met de oprichting van de Obersten Bauleitung München. Het trajectdeel Karlsruhe - Salzburg werd tijdens het nationaalsocialisme geopend. Tijdens de Tweede Wereldoorlog diende vier delen van de A8 als opstelplaats voor vliegtuigen die net gereed waren (Me-262, Ju-188, Ju-288, Me-410, He-111, He-177, He-219, Me-109, Ju-88). Deze konden dan direct, vanaf de snelweg, ingezet worden. In de laatste maanden van de Tweede Wereldoorlog werden meerdere bruggen van de A8 door de Wehrmacht opgeblazen, bijvoorbeeld de Drachenlochbrücke in de Albaufstieg, de Mangfallbrücke bij Weyarn en op 26 april 1945 de brug over de Lech bij Gersthofen.
Deze oorlogsschade werd na de oorlog alleen provisorisch opgelost. Het definitieve herstel van de voornamelijk opgeblazen bruggen werd door de jonge Bondsrepubliek Duitsland opgepakt. Delen van de A8 en de A5 werden ook nog tussen 1946 en 1951 voor de Karlsruher Dreiecksrennen (Karlsruher knooppuntrace) gebruikt; met prominente deelnemers zoals Karl Kling en Hans Stuck.
In 1958 werd bij de aansluiting Adelsried de eerste snelwegkerk van Duitsland ingewijd.
De Albaufstieg werd in de beschreven vorm al tijdens de Derde Rijk bedacht, alleen dan met twee rijstroken over de Drackensteiner Hang (rijbaan richting Karlsruhe). De Lämmerbuckeltunnel op het niet gereed zijnde rijbaan richting München herbergden in de Tweede Wereldoorlog een harnasfabriek.
De westelijke toegang van München van de A8 was vroeger vanaf Kreuz München-West als A998 gepland. De zuidelijke toegang was vanaf Kreuz München-Süd als A994 gepland.

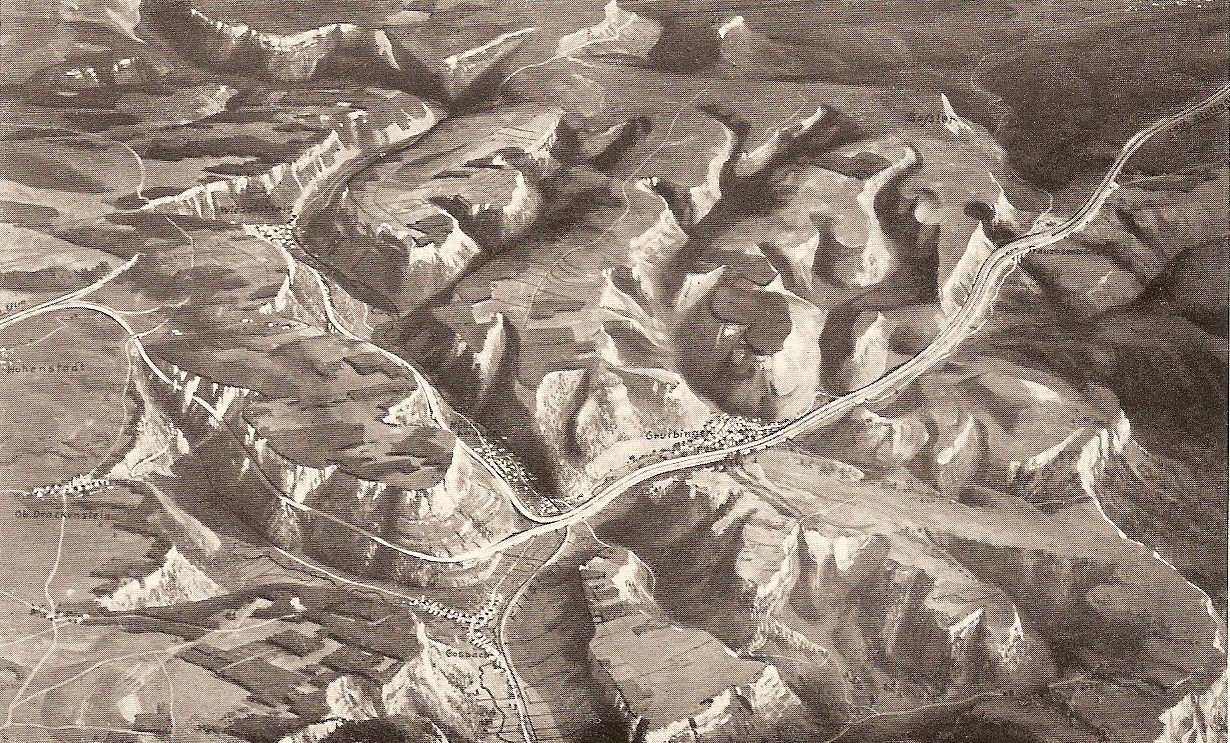
Reliëfbeeld van de Reichsautobahn am Steilhang der Alb door Michael Zeno Diemer. Hier is goed te zien hoe de rijbaan is gesplitst bij de Albaufstieg. (rond 1938)
Handgeschilderde voorwegwijzer van de eerste generatie, die werden gebruikt tijdens de Tweede Wereldoorlog tot in de jaren '50.
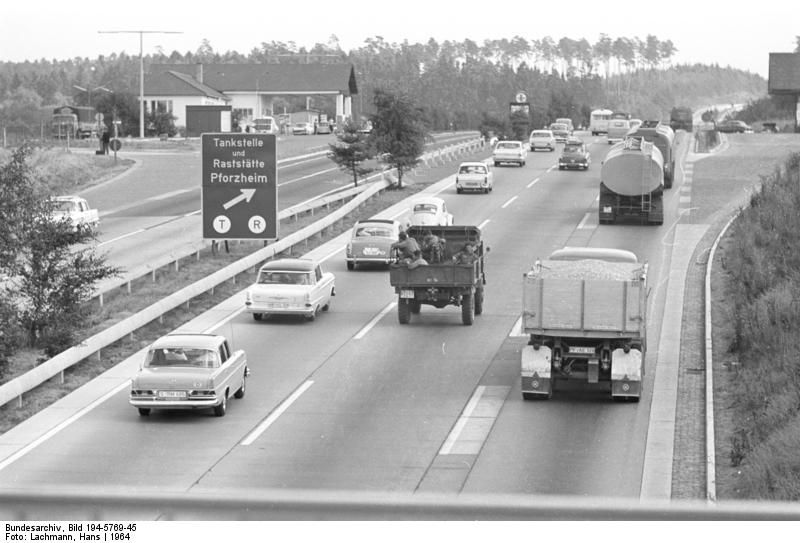
Veel verkeer bij de Raststätte Pforzheim in 1964

## Verbreding
Wanneer alle verbredingen voltooid zijn zal de A8 vanaf Karlsruhe tot Dreieck München-Eschenried evenals vanaf Kreuz München-Süd tot de grens bij Salzburg volledig over minstens 3 rijstroken per richting beschikken.

### Verbreding tussen Karlsruhe en Salzburg
In Baden-Württemberg was het gedeelte Karlsruhe - Pforzheim al in de jaren '90 deels verbreed naar 2×3 rijstroken; het gedeelte tussen aansluitingen Karlsbad en Pforzheim-West werd op 19 juni 2015 met 2×3 rijstroken vrijgegeven. In het noorden van het Zwarte Woud werden de grote hoogteverschillen verkleind en van 2×2 rijstroken zonder vluchtstroken naar 2×3 rijstroken met vluchtstroken verbreed. Daarmee bleef met het trajectdeel tussen aansluitingen Pforzheim-Nord en Pforzheim-Ost het laatste gedeelte met 2×2 rijstroken tussen Karlsruhe en Stuttgart. Tussen juli 2008 en augustus 2009 werd de rijbaan tussen Pforzheim-Süd en Pforzheim-Nord gerenoveerd, maar niet verbreed.
In de omgeving van Pforzheim-Ost (Westbuckel) tussen de aansluitingen Pforzheim-Nord en Pforzheim-Süd werd in maart 2008 groen licht gegeven voor het plan om een 400 meter lange landtunnel te bouwen. De bouwstart was direct na het voltooien van de verbreding tussen Karlsbad en Pforzheim-West voorzien. Ondertussen werd (november 2014) voor de geluidsoverlast een oplossing gevonden in geluidswallen, geluidsschermen en een combinatie daarvan tot 18,5 meter hoog evenals fluisterasfalt over de gehele bouwlengte en er zal een 380 meter lange landtunnel ter hoogte van Niefern-Vorort "Am Enzberg" en Pforzheim/Eutingen worden gebouwd. Met dit €32 miljoen kostende pakket worden duidelijke verbeteringen voor het sterkste snelweggeluid in de dorpen verwacht. Op 20 november 2014 werd het tracébesluit door het Regierungspräsidium Karlsruhe vastgesteld.
Het gedeelte Pforzheim-Süd tot Dreieck Leonberg werd tot oktober 2011 verbreed. Het gedeelte Wurmberg tot randweg Wimsheim was op 11 september 2008 gereed. De vrijgave van het gedeelte Heimsheim - Dreieck Leonberg volgde op 26 september 2008. Het begin van de werkzaamheden voor de verbreding tussen Wimsheim en Heimsheim was op 28 augustus 2009. Dit gedeelte werd op 17 oktober 2011 vrijgegeven. De bouwtijd bedroeg 23 maanden. Daarmee was de verbreding tussen Pforzheim-Süd en Dreieck Leonberg afgerond.
Vanaf 2022-2024 zal het gehele gedeelte tussen Karlsruhe en Stuttgart 2×3 rijstroken hebben.

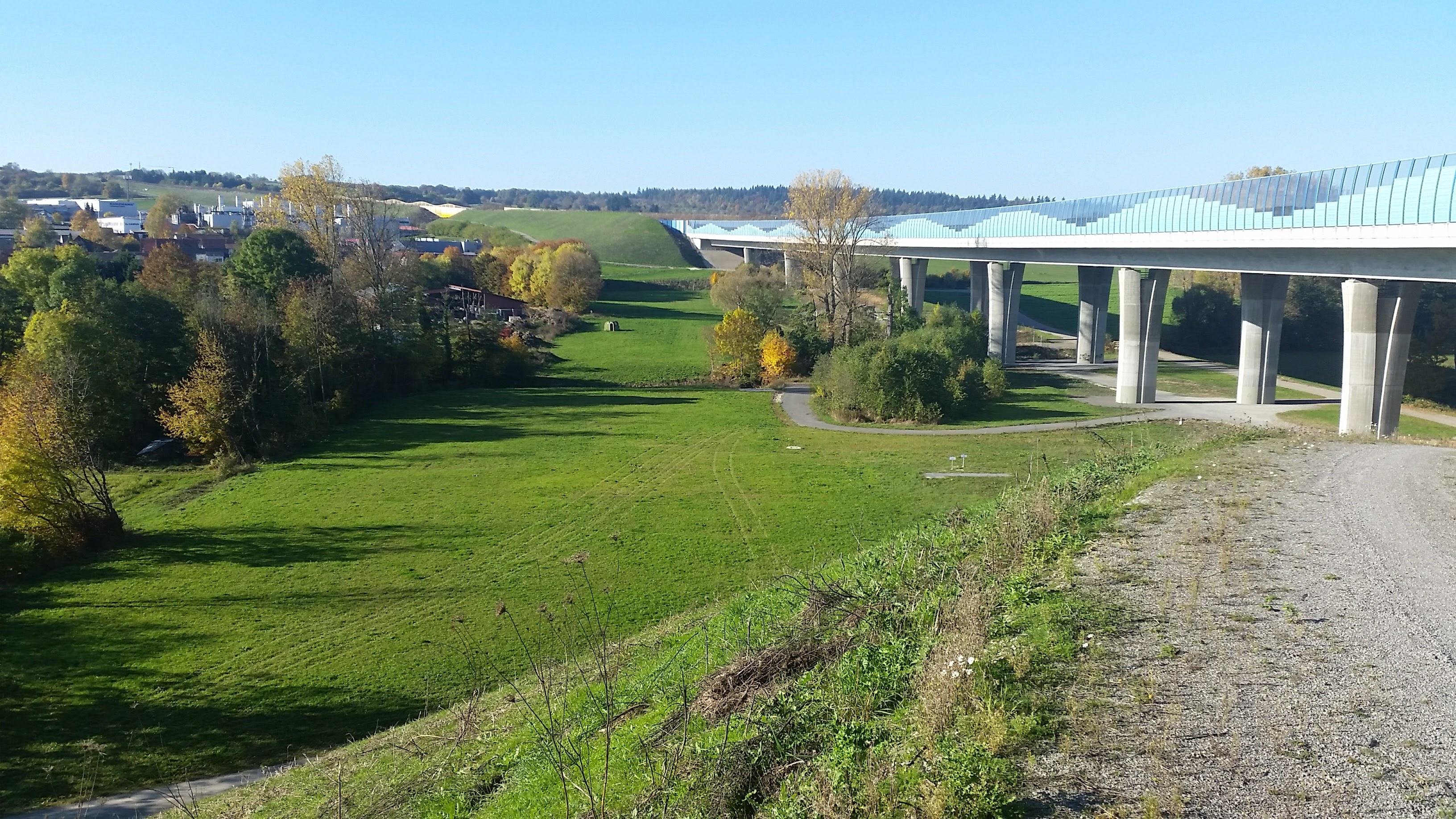
Gerestaureerde Nöttinger Senke in de A8, kijkend naar het westen richting Karlsruhe. Geopend in 1938 als "RAB Strecke 36". (2016)
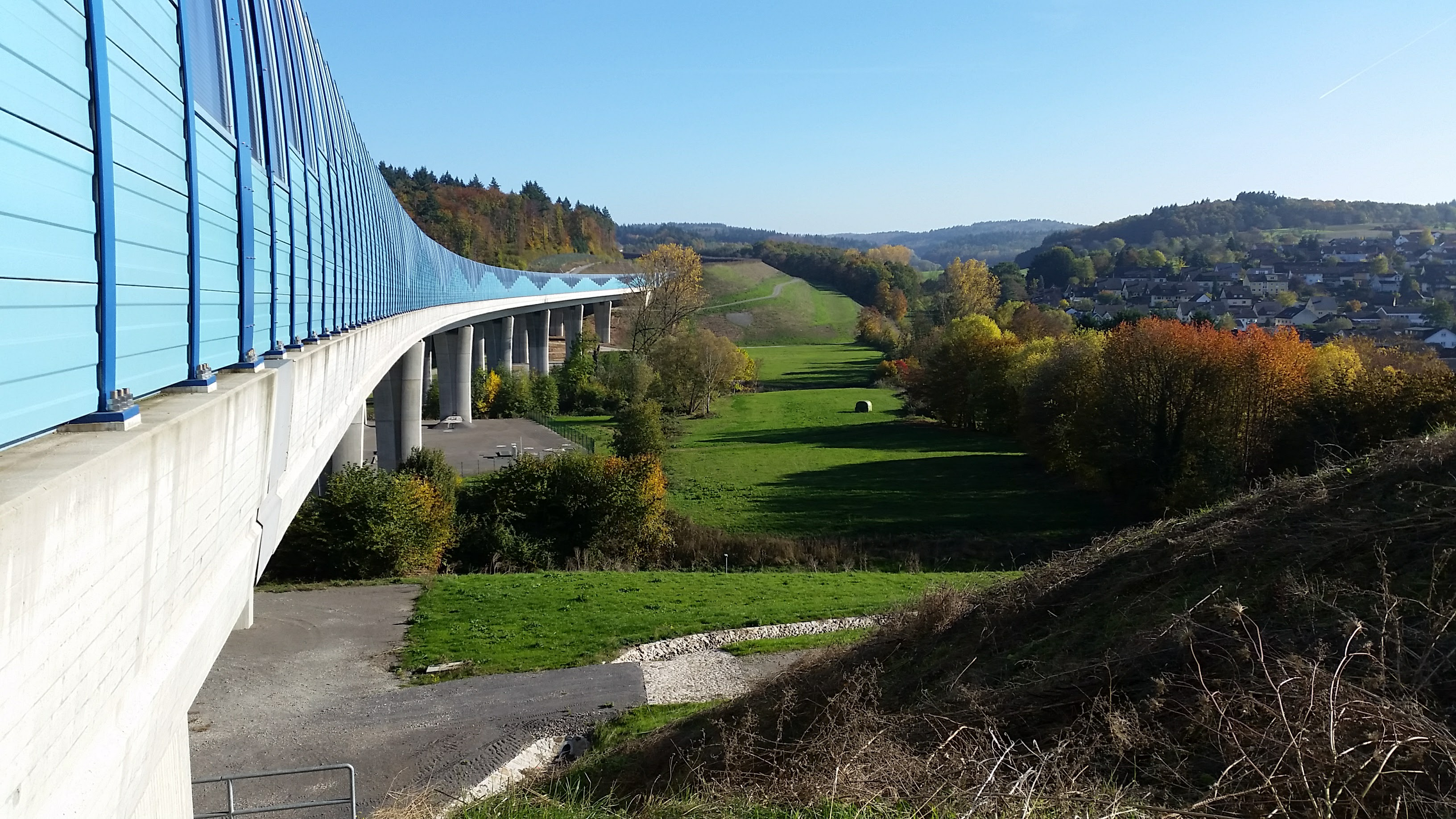
Gerestaureerde Nöttinger Senke, kijkend naar het oosten richting Stuttgart. (2016)

### Verbreding Stuttgart-Aichelberg
Vanaf Kreuz Stuttgart tot na Aichelberg heeft de snelweg volledig 2×3 rijstroken. Nadat in 2009 circa 1,7 kilometer westelijk van aansluiting Esslingen een halve aansluiting richting München gebouwd werd, staan op dit korte trajectdeel effectief vier rijstroken ter beschikking door de komst van een weefvak. Hierdoor konden de vaak voorkomende ongevallen door terugslagfiles op de snelweg vermeden worden.
De wegbeheerder van de deelstaat Baden-Württemberg legde op 19 december 2017 een haalbaarheidsstudie naar de verbreding naar 2×3 rijstroken tussen de aansluiting Sindelfingen-Ost en het knooppunt A8-A831 voor verdere afstemming aan het Bondsverkeersministerie voor. De studie hield ook een verbreding naar 2×4 rijstroken in de nabijheid van het knooppunt in. De totale kosten voor de om- en uitbouw werden rond de €90 miljoen geschat.

### VerbredingAlbaufstiegtussen Aichelberg en verzorgingsplaats Gruibingen
Zuidelijk van Stuttgart, van Dreieck Leonberg tot Aichelberger Viadukt nabij Kirchheim unter Teck, werd de A8 tussen 1985 en 1990 gemoderniseerd en respectievelijk in kader van de uitbreiding van de luchthaven van Stuttgart verlegd. Daarbij werd de Albaufstieg tussen de parkeerplaats bij Aichelberg en de verzorgingsplaats Gruibingen verbreed naar 2×3 rijstroken. De laatste is de eerste Feng shui-verzorgingsplaats in Duitsland.

### Verbreding tussen verzorgingsplaats Gruibingen en aansluiting Mühlhausen
Het gedeelte tussen verzorgingsplaats Gruibingen en de aansluiting Mühlhausen is naar 2×3 rijstroken verbreed. De nieuwe brug bij de entree van het dorp Gruibingen werd in december 2007 voor het verkeer vrijgegeven. De verbreding naar 2×3 rijstroken werd op 4 december 2012 afgerond.

#### Tunnel Gruibingen
De bouw van de 550 meter lange, met een enkele buis, landtunnel werd in 2012 afgesloten. De tunnel werd op het maaiveld gebouwd. De voorbereiding voor de tunnel was al in 2005 gestart. Met de eigenlijke bouw werd pas in september 2010 begonnen. De grondverplaatsing bedroeg daarbij 13.000 m³ op een 21m² grote bouwoppervlakte. Voor milieugronden verloopt alleen de rijbaan richting Ulm in de tunnel, de rijbaan richting Stuttgart loopt in de open lucht naast de tunnel. De tunnel is geschikt voor 3 rijstroken met een vluchtstrook, maar alleen twee rijstroken zijn in de tunnel opengesteld, omdat het traject na de tunnel niet geschikt is voor 3 rijstroken. Zodra het gedeelte na de tunnel is verbreed zal ook hier de derde rijstrook worden vrijgegeven.

### NieuwbouwAlbaufstiegtussen aansluitingen Mühlhausen en Hohenstadt
Tussen de aansluiting Mühlhausen en Hohenstadt (respectievelijk ter hoogte van Widderstall) zou vanaf 2008 (tracébesluit begin 2006) een nieuwe 2×3 rijstroken tellende tracé gebouwd worden. In 2006 zou een aanbesteding van de concessie voor de bouw en beheer van het traject gestart worden. Daarbij was voorzien de Albaufstieg volgens het "F-Modell" te realiseren. Bij het "F-Modell" wordt de financiering van de bouw, beheer en onderhoud door de gebruikers via tol verkregen. De start van de bouw was voor 2008 voorzien. Echter werd het project door een nieuwe haalbaarheidsstudie gestopt, omdat in de Bond weerstand was voor de geplande financiering van het €405 miljoen dure project via tol. Daarnaast was volgens de Bondsverkeersministerie het traject door de hoge verkeersintensiteiten niet voor het "F-Modell" geschikt. Het Bondsministerie hield in het Investeringsprogramma 2010 rekening met €80 miljoen voorfinanciering. Een volledig financiering van het project was in 2010 nog niet voorzien. Op 1 juli 2014 werd het project overgedragen aan de deelstaat Baden-Württemberg, die de te doorlopen procedures weer oppakte. Bij het overdragen had de Bond verzocht dat de deelstaat een tolvrije variant gaat onderzoeken. Het Regierungspräsidium Stuttgart had vervolgens de plannen geactualiseerd en aan het Bondsverkeersministerie voor goedkeuring voorgelegd. In het verkeersplan voor 2016 was het project opgenomen als een vergevorderd gepland project waardoor de financiering voor de maatregel verzekerd is. De Bond had op 15 december 2017 de tweede planverandering vastgesteld. Verwacht wordt dat in de zomer van 2018 dit in het tracébesluit is opgenomen. Het nieuwe tracé wordt 2×3 rijstroken met vluchtstroken, krijgt twee dalbruggen en twee tunnels. De kosten zijn rond de €603 miljoen geschat. Verwacht wordt dat niet voor 2021 met de bouw gestart kan worden.

### Verbreding tussen Hohenstadt en Ulm

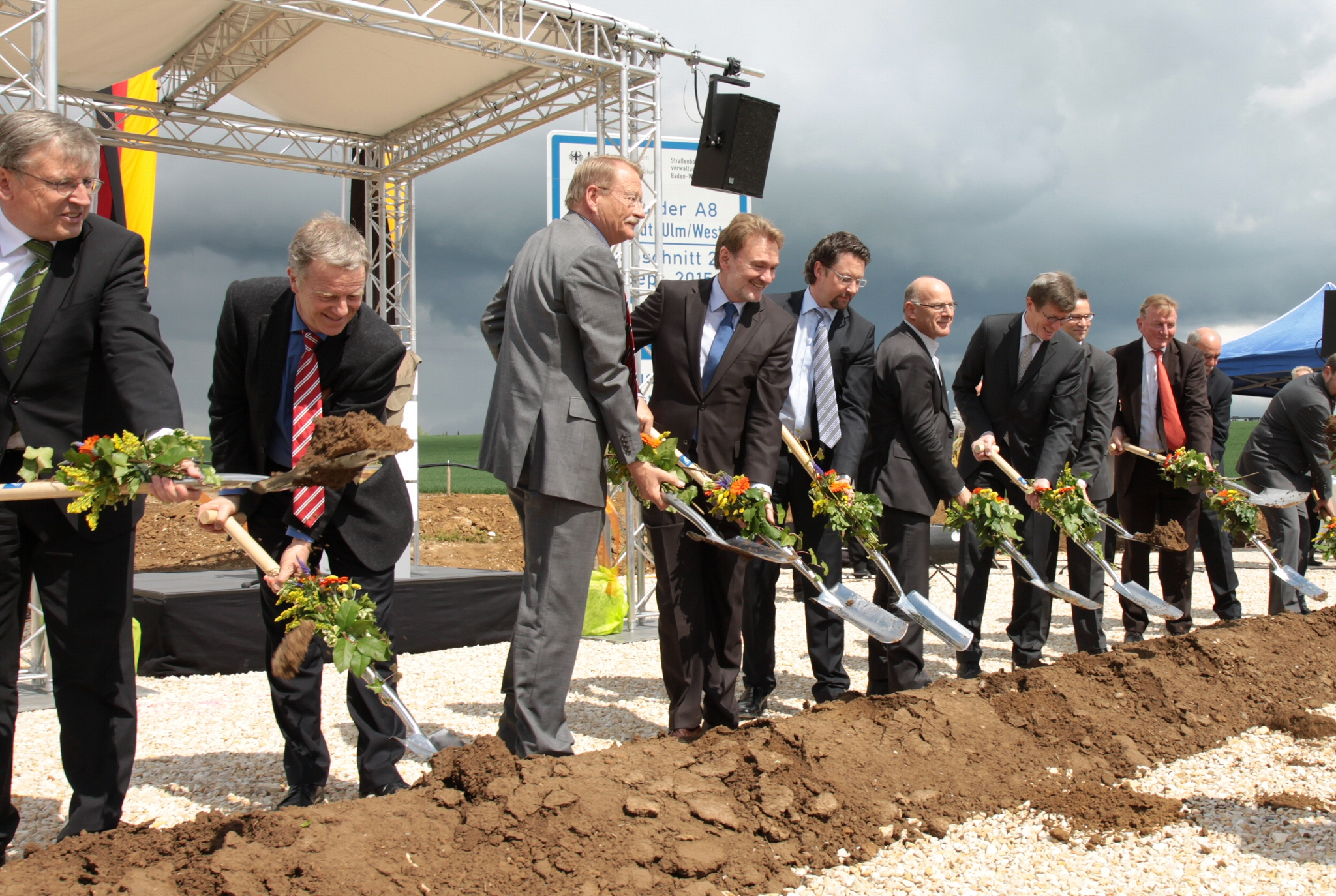
Symbolische eerste schop voor de verbreding van de A8 en de bouw van de HSL Stuttgart - Ulm op de Albhochfläche. (7 mei 2012)

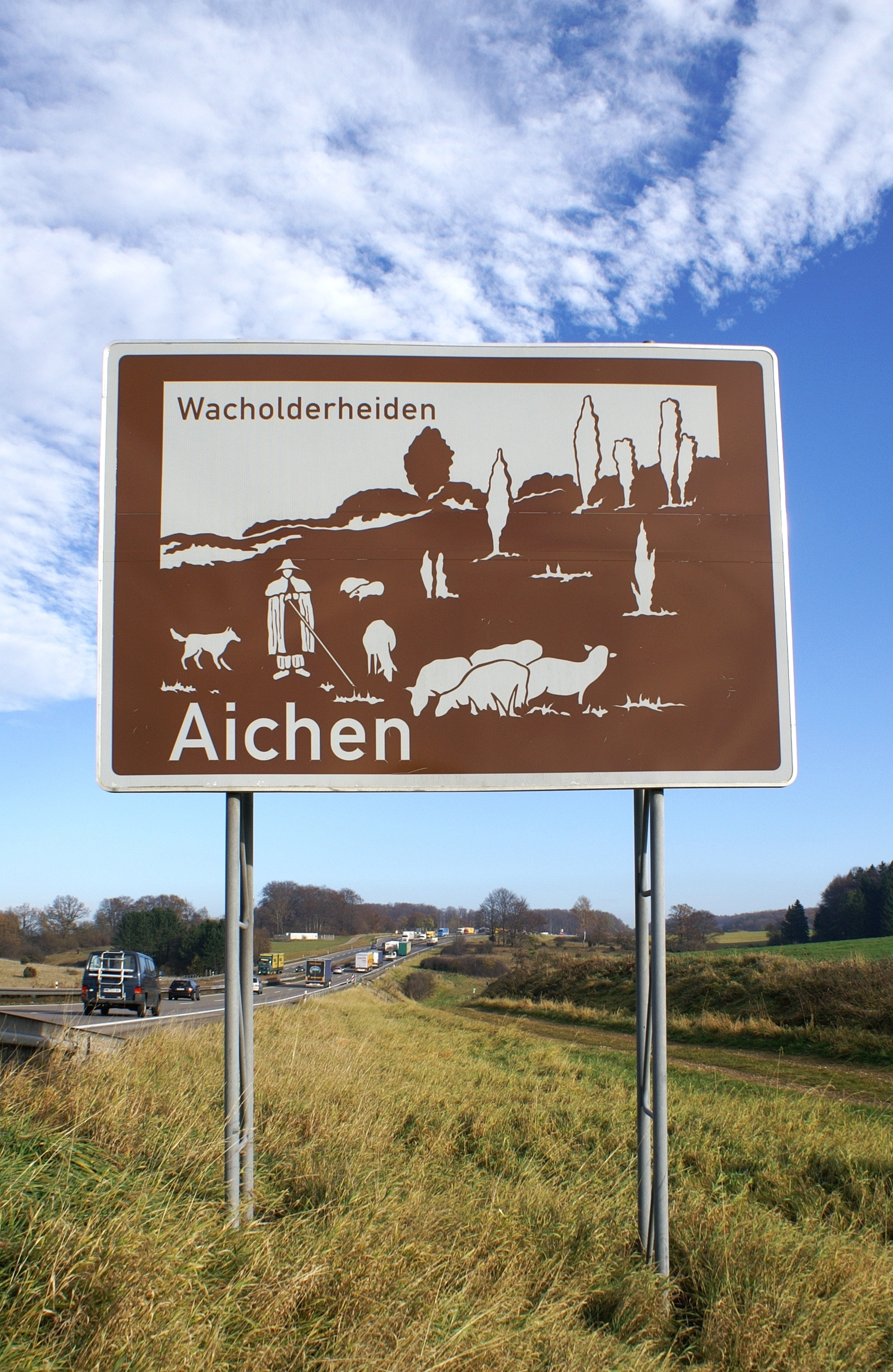
Ook het natuurgebied Mönchsteig bij Aichen krijgt te maken met de verbreding. Landschappelijke compensatie en vervangingsmaatregelen zijn voorzien. (2008)

De snelweg wordt over een lengte van 22 kilometer naar 2×3 rijstroken met vluchtstroken verbreed. De verbreding van de snelweg begint bij Hohenstadt en eindigt bij aansluiting Ulm-West. De €148 miljoen dure maatregel volgt grotendeels het bestaande tracé, maar wordt deels op locatie en hoogte nieuw getraceerd. Het tracébesluit van 12 november 2008 ging op 10 maart 2010 van kracht. De verbreding bestaat uit vier deeltrajecten. De financiering volgt grotendeels uit middelen van de Bond. Met de verbreding werd op 7 mei 2012 begonnen en deze zou in 2021 afgerond zijn. Aan het deeltraject Dornstadt - Temmenhausen werd in mei 2012 begonnen en in maart 2016 waren de werkzaamheden afgerond. Het deeltraject Temmenhausen - Nellingen werd van december 2014 tot februari 2017 verbreed. Op het deeltraject Nellingen - Hohenstadt begon aan het einde van de herfst de werkzaamheden. Dit deel zou in 2019 afgerond zijn. Om de in 2005 in bedrijf genomen overstagstation en het aangrenzende bedrijventerrein aan de snelweg te ontsluiten, wordt in kader van de verbreding de aansluiting Ulm-West van 2016 tot 2020 tot een dubbele aansluiting Ulm-West/Ulm-Nord omgebouwd.
De hogesnelheidslijn van Stuttgart naar Ulm wordt parallel aan het nieuwe tracé tussen Hohenstadt en Ulm-West gebouwd. Met de bouw werd parallel aan de verbreding van de A8 op 7 mei 2012 begonnen, in 2020 wordt de opening van de HSL verwacht.
Door de bouw van de HSL worden de aansluitingen Merklingen en Ulm-West, de verzorgingsplaats Aichen en de parkeerplaats met wc Widderstall en Kemmental bij de verbreding van de A8 aangepast. De parkeerplaats Albhöhe wordt op dezelfde locatie door de hier voorziene Tunnel Widderstall van de HSL nieuw ingericht. Als vervanging voor de parkeerplaats Imberg is bij Scharenstetten een nieuwe parkeerplaats met wc gebouwd.

### Verbreding tussen Ulm-West en Kreuz Ulm/Elchingen
Voor de verbreding van het gedeelte tussen Ulm-West en Kreuz Ulm/Elchingen naar 2×3 rijstroken wordt momenteel het tracébesluit voorbereidt. Op 16 november 2015 werden de verbredingsplannen bij de gemeente Elchingen voorgelegd. Tussen de aansluiting Oberelchingen en Kreuz Ulm/Elchingen bestaat in de richting van Stuttgart al drie rijstroken.
De verbreding naar 2×3 rijstroken op dit deel zal de verkeersafwikkeling "harmonischer en daarmee zowel veiliger als ook milieuvriendelijker" maken.

### Verbreding tussen Ulm en Augsburg
Het trajectdeel tussen Kreuz Ulm/Elchingen en Augsburg-West (59 kilometer lang, €330 miljoen bouwkosten) werd volgens het "A-Modell" (PPS-project) verbreed naar 2×3 rijstroken. De verbreding van dit traject begon op 3 augustus 2011. Het laatste gedeelte van de verbreding van de A8 in Beieren werd op 28 september 2015 geopend, de volledige werkzaamheden werden eind november 2015 compleet afgerond. Het 41 kilometer lange trajectdeel is door het consortium Pansuevia (Hochtief en Strabag) in vier jaar voor €410 miljoen gebouwd. Het consortium krijgt hiervoor tot 2041 de inkomsten van de vrachtwagentol op dit traject.
Bij het zogenaamde "A-Modell" wordt aan de private onderneming voor de verbreding naar 2×3 rijstroken de bouw, beheer, onderhoud evenals de financiering overgedragen. De terugbetaling van de Bond wordt gedaan via de algemene tol voor vrachtwagens op dit traject, die sinds 1 januari 2005 geïnd wordt, aan de private beheerder gegeven. De voertuigen die dit traject gebruiken maar niet tolplichtig zijn, worden de infrastructuurkosten in vorm van een startfinanciering uit het potje van het Bondssnelwegenbudget betaald.
Voor de Beierse wegbeheerder werd het doel vervolgd om in 2009 de verbreding via een concessie te vergeven, in 2010 met de bouw te beginnen en dit deeltraject tot 2014 naar 2×3 rijstroken te verbreden. Eind juni 2008 deelde de Bondsverkeersministerie mee dat de verbreding van de A8 is vergeven en dat de bouw medio 2010 zou starten. Van november 2009 tot februari 2010 werd tussen Burgau en Neusäß, op een oppervlakte van 85 hectaren ontginningswerkzaamheden doorgevoerd om de verbreding naar 2×3 rijstroken mogelijk te maken. Op 21 januari 2011 gaf de Bondsverkeersministerie de financiële middelen voor de verbreding vrij. De Autobahndirektion Südbayern had besloten dat de aanbieder A-Model A 8 de weg mag verbreden, het beroep van de verloren aanbieder A 8 Mobil werd met de uitspraak van 8 februari 2011 door de Vergabekammer Südbayern afgewezen. Tegen dit besluit procedeerde de verloren aanbieder A 8 Mobil verder bij de Oberlandesgericht München, welke ook afgewezen werd op 7 april 2011. Daarmee kon de verbreding in de zomer van 2011 beginnen. De aanbesteding voor de op 3 augustus 2011 gestarte verbreding werd gewonnen door Hochtief en Strabag, welke de gemeenschappelijke dochtermaatschappij "Pansuevia" oprichten.
Van de zomer van 2006 tot december 2008 werd de noordelijke rijbaan verbreed naar drie rijstroken bij de al in 2002 gereed zijnde zuidelijke rijbaan, tussen de Baden-Württembergse en Beierse grens westelijk van Leipheim en oostelijk van Günzburg. De bouw van de noordelijke rijbaan werd hierbij conventioneel uit de reguliere geldpot voor snelwegen bekostigd. De zeven kilometer van het eerste trajectdeel werd eind december 2007 en het tweede trajectdeel in december 2008 geopend. De rond vier kilometer lange derde deel tussen Kreuz Ulm/Elchingen en het al gereed zijnde gedeelte westelijk van Leipheim heeft sinds 27 juli 2010 2×3 rijstroken. Hierdoor is de weg verbreed tussen Kreuz Ulm/Elchingen tot oostelijk van Günzburg naar 2×3 rijstroken. De ombouw van het Kreuz Ulm/Elchingen werd op 4 november 2010 afgesloten.
Sinds de verbreding naar 2×3 rijstroken tussen Kreuz Ulm/Elchingen en München nemen de zware ongevallen toe. De rede hiervoor geeft de politie aan dat na de verbreding wezenlijk hoge snelheden gereden worden dan vroeger.

### Verbreding tussen Augsburg en München
De aanbesteding voor de verbreding naar 2×3 rijstroken van het aansluitende gedeelte tussen Augsburg-West en München (43 kilometer, €230 miljoen bouwkosten) werd via het "A-Modell" in de markt gezet. De winnaar was het consortium Autobahnplus. Het contract hiervoor zou in aanwezigheid van verkeersminister Wolfgang Tiefensee op 14 april 2007 worden ondertekend. Omdat de onderhandelingen voor de financiering moeilijk verliepen, volgde de ondertekening op 30 april 2007. De bouw startte al op 15 mei 2007 (eerste feestelijke schop in de grond was op 12 juni 2007 bij de Adelzhausener Berg). Het 37 kilometer lange deel tussen Augsburg-West en parkeerplaats Palsweis is het eerste snelwegproject in Duitsland met een publiek-private samenwerking. Dertig jaar lang zal het beheer en onderhoud door het consortium gefinancierd worden, hiervoor krijgt de onderneming de vrachtwagentol die op de 52 kilometer lange traject geheven wordt. De verbreding tussen Dreieck München-Eschenried en Dachau/Fürstenfeldbruck werd in de jaren '90 en tussen Dachau/Fürstenfeldbruck en parkeerplaats Fuchsberg tot 2003 conventioneel gefinancierd. Ook dit trajectdeel is, in tegenstelling tot de beheerconcessie, van Autobahnplus. De verbreding werd op 3 december 2010 afgerond en met een klein feestje op 9 december 2010 feestelijk geopend.

#### Nieuwbouw Lechbrücke Augsburg-Gersthofen
De eerste Lechbrug werd in 1935-1936 door de bouw van de snelweg München - Ulm gebouwd, waarbij de brug twee rijstroken breed was. Nadat de brug op 26 april 1945 werd opgeblazen werd het brugdek deels vervangen met bestaande, deels met nieuwe dekken, nieuwe rustpunten en nieuwe landhoofden weer herbouwd. De tweede zuidelijke bovenbouw werd compleet nieuw gebouwd. In 1982 werd het voorhanden staal betonnen rijbaandek door een nieuwe vervangen.
Bij de herbouw in de oorlog werd de opgeblazen brug deels staal uit de oorspronkelijke brug gebruikt, door het gestegen verkeer leidde in de jaren '90 de toenemende trillingen tot metaalmoeheid in de stalen dragers. Hierdoor besloot de Autobahndirektion Südbayern in augustus 2004 tot het beperken van de maximumsnelheid (80 km/h voor auto's, 60 km/h voor vrachtwagens), die niet zonder grote inspanningen verholpen kon worden.
In kader van de verbreding van de snelweg naar 2×3 rijstroken werd de bestaande brug afgebroken en door twee nieuwe bruggen vervangen. Terwijl het verkeer door mocht blijven rijden werd de nieuwe brug ten zuiden van de bestaande gebouwd. Hierbij werden tijdelijke pijlers en landhoofden gebouwd, die voor het verschuiven van de brug noodzakelijk waren. Voor het heien van de tijdelijke pijler in de Lech werd de bodem van de rivier vrijgemaakt voor de tijdelijke brug evenals de resten van de oude opgeblazen vooroorlogse brug als ook de granaten en munitie vanuit de oorlog.
In juli 2005 werd de nieuwe zuidbrug over de Lech ingeschoven, waarbij de oude Lechbrug werd gesloopt en gestart werd met de noordbrug. Aansluitend, gepland was in november 2006, zou de brug in de definitieve positie naar het noorden doorgeschoven worden.
Door het hoge water in augustus 2005 werden de werkzaamheden stilgelegd. Het provisorische oostelijke fundament werd overspoeld, de nog in aanbouw zijnde nieuwe brug zakte aan één zijde in en dreigde in de Lech te stortte, wat leidde tot een rampenalarm voor de stad Augsburg wegens de dreigende overstroming door mogelijk opstuwing van de brug. Hierdoor moest de A8 tussen Augsburg-Ost en Augsburg-West voor een dag compleet gesloten worden wat tot een enorme verkeerschaos in de regio leidde met een file van meer dat 40 kilometer op de A8. Het fundament kon gestabiliseerd worden, maar de definitieve reparatie duurte tot december 2005. Midden december 2007 werd de nieuwe brug voor het verkeer vrijgegeven.
Ondanks dat de twee nieuwe Lechbruggen voor drie rijstroken geschikt zijn, werden maar twee rijstroken per richting vrijgegeven. De rede hiervoor was dat de snelweg nog niet verbreed was, pas in 2010 werden de bruggen volledig gebruikt.

### Verbreding tussen Dreieck Inntal en de grens
Momenteel wordt de verbreding van Rosenheim tot de grens met Oostenrijk bij Walserberg voorbereidt. Het Bondsverkeersministerie plant om de A8 van Inntal tot de grens naar 2×3 rijstroken te verbreden. De bouwkosten van dit 70 kilometer lange traject is op €1,2 miljard geschat. De omvang van geluidsreductiemaatregelen werden veel bediscussieerd, deels ook alternatieve tracés. Bijzonder veel verbredingsvarianten werden in Piding onderzocht, waarbij uiteindelijk voor een nieuw tracé ten noorden van Piding langs de Högl de voorkeur heeft. Gepland is ook een extra aansluiting bij Walserberg om de B20 in Piding te ontlasten. Op 8 juli 2014 werd het tracébesluit voor het deeltraject tussen Rosenheim en Achenmühle vastgesteld. Voor het traject Achenmühle tot Bernauer Berg werd het tracébesluit in augustus 2014 vastgesteld, met de start van de bouw werd toen begin 2018 gerekend.
Op het traject tussen Inntal en Chiemsee gebruiken op beide richtingen tussen de 60.000 en 70.000 motorvoertuigen per dag. Tussen Chiemsee en de grens liggen de verkeersintensiteiten op 50.000 motorvoertuigen per dag. In december 2017 maakte de Duitse Rekenkamer bekend dat de verbreding zeker €110 miljoen goedkoper kan. Daarnaast vroegen ze zich af of de verbreding wel noodzakelijk is, omdat alleen op piekdagen hier file zou staan. Zij achten alleen een verbreding naar 2×3 rijstroken tussen Inntal en Chiemsee noodzakelijk. Voor het overige deel tot de grens zijn de verkeersintensiteiten te laag voor een verbreding, het ombouwen van de vluchtstrook tot spitsstrook kan hierbij de drukke piekdagen in de weekenden en de vakanties opvangen. Hiermee kan tot wel €110 miljoen worden bespaard. De Rekenkamer adviseerde om de verkeersberekeningen opnieuw te doen en de verbreding beter te onderbouwen. Ook over de spitsstroken werd getwijfeld over deze wel verkeersveilig is. De Rekenkamer en de Bondsdag hadden daarnaast ook twijfels over de berekende verkeersintensiteiten van het ministerie omdat zij verwachten dat de spitsstrook maar enkele dagen per jaar open hoeft. De net beëdigde Bondsverkeersminister Andreas Scheuer heeft aangegeven de berekeningen opnieuw te doen, waardoor de verbreding nog even op zich laat wachten.

### Verbredingsplannen in hetBundesverkehrswegeplan 2030
In het Bundesverkehrswegeplan 2030 (Duitse tegenhanger van de Nederlandse Meerjarenprogramma Infrastructuur, Ruimte en Transport; MIRT) zijn diverse plannen voor verbredingen van de A8 opgenomen. De verbredingen hebben een prioriteit meegekregen om de noodzaak van een verbreding aan te geven. De volgende plannen tot verbreding zijn in het Bundesverkehrswegeplan 2030 opgenomen:
- 2×4 rijstroken tussen Kreuz Stuttgart en Wendlingen: hoogste prioriteit (Vordringlicher Bedarf, Engpassbeseitigung);
- 2×3 rijstroken en nieuw tracering tussen Mühlhausen en Hohenstadt: hoge prioriteit (Vordringlicher Bedarf);
- 2×3 rijstroken tussen Ulm-Nord en Kreuz Ulm/Elchingen: hoge prioriteit (Vordringlicher Bedarf);
- 2×4 rijstroken tussen Kreuz München-Nord en Dreieck Inntal: hoge prioriteit (Vordringlicher Bedarf);
- 2×3 rijstroken tussen Dreieck Inntal en Traunstein/Siegsdorf: hoge prioriteit (Vordringlicher Bedarf);
- 2×3 rijstroken tussen Traunstein/Siegsdorf en de Oostenrijkse grens: lage prioriteit met onderzoekrecht (Weiterer Bedarf mit Planungsrecht).

## Trivia

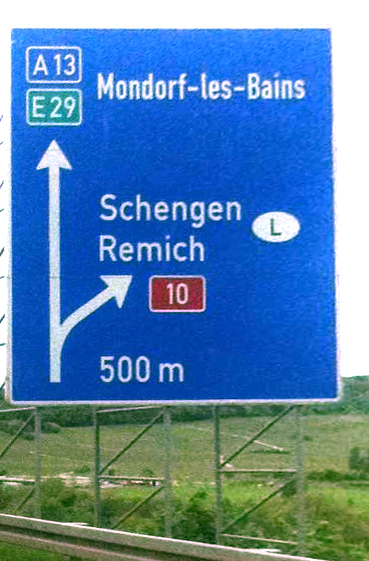
De voorwegwijzer van de Luxemburgse aansluiting Schengen in Duitsland. Hierbij zijn ook de Luxemburgse wegnummers weergegeven. (2013)

- Doordat de Luxemburgse aansluiting Remich/Schengen in de A13 direct over de grens na Viaduct van Schengen ligt, staan het aankondigingsbord (750 m) en voorwegwijzer (500 m) op Duits grondgebied. Ze wijzen volgens het Duitse systeem de Luxemburgse afrit met de Luxemburgse nummering aan. De A13 is volgens de Luxemburgse richtlijnen, weergegeven met een "A" en een blauwe kleur, correct weergegeven. Bij de N10 daarentegen is het nummerschildje volgens een Duitse bundesstraße weergeven als "10" zonder de "N", maar wel met de correcte rode kleur in plaats van de gele kleur weergegeven;
- Tijdens de Aktion Lindwurm (Operation Steel Box) fungeerde de A8 tussen Pirmasens en Homburg als alternatieve route voor de A62. Tijdens deze operatie werden in 1990 gifgasgranaten uit het Amerikaanse militaire depot in de buurt van Clausen via het Miesau Army Depot naar de Nedersaksische haven Nordenham getransporteerd. Later werden de granaten naar het Johnston-Atol gebracht voor de vernietiging;

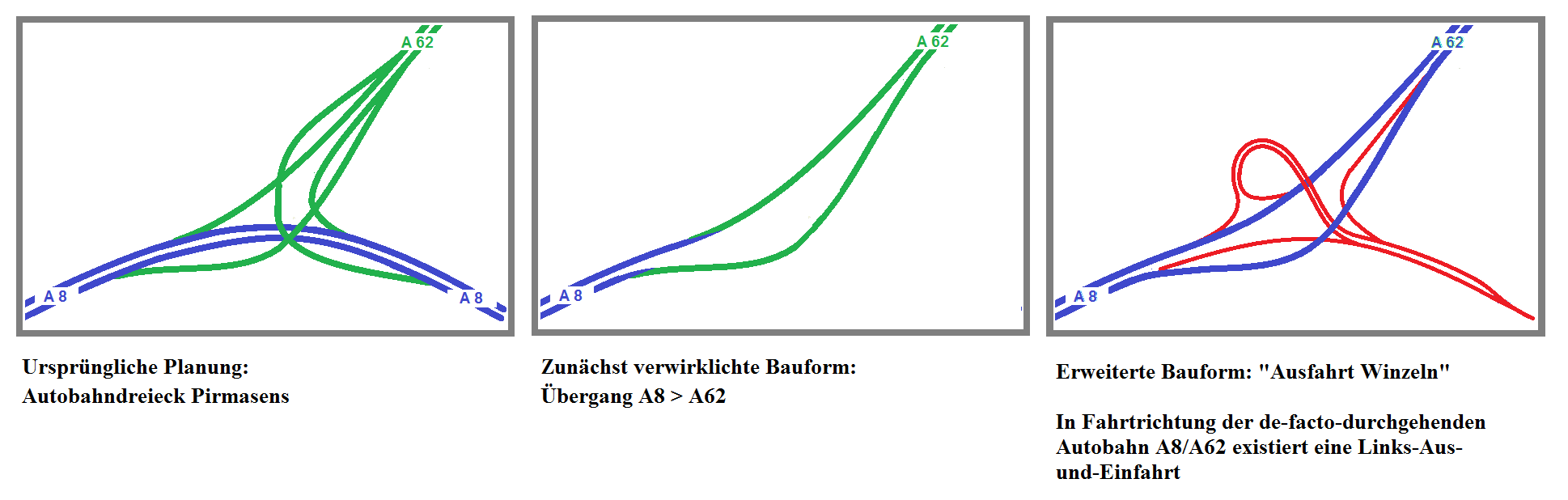
Het ontstaan van de bijzondere situatie bij de huidige aansluiting Pirmasens-Winzeln. (2010)

- Bij de aansluiting Pirmasens-Winzeln (36) bevindt zich voor Duitsland een zeer zeldzame situatie waarbij een afrit is naar links, gecombineerd met een toerit van links. Het is een overblijfsel van de verlenging van de A8 door het Paltserwoud naar Karlsruhe, waarbij de aansluiting zou dienen als knooppunt met de A62 (Dreieck Pirmasens). Nadat de plannen voor de verlenging geschrapt waren, was op deze locatie voor vele jaren een splitsing die de overgang tussen beide snelwegen markeerde. Later gebruikte men de locatie voor aansluiting Pirmasens-Winzeln, waarbij de af- en toerit richting Pirmasens tussen de rijbanen gebouwd werd en daardoor de linkse afrit ontstond. De bewegwijzering wijkt hierdoor ook af, omdat het vervolg van de snelweg hier naar rechts afbuigt van de hoofdrijbaan.